# Białystok

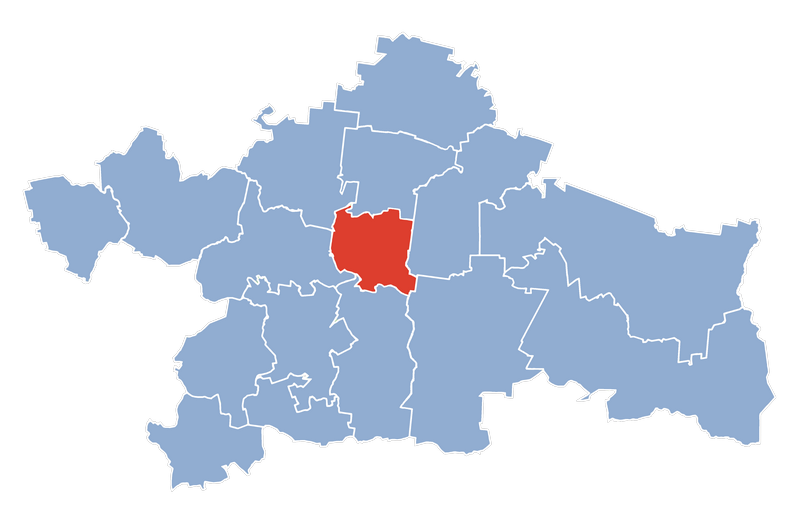
Położenie Białegostoku na mapie powiatu białostockiego

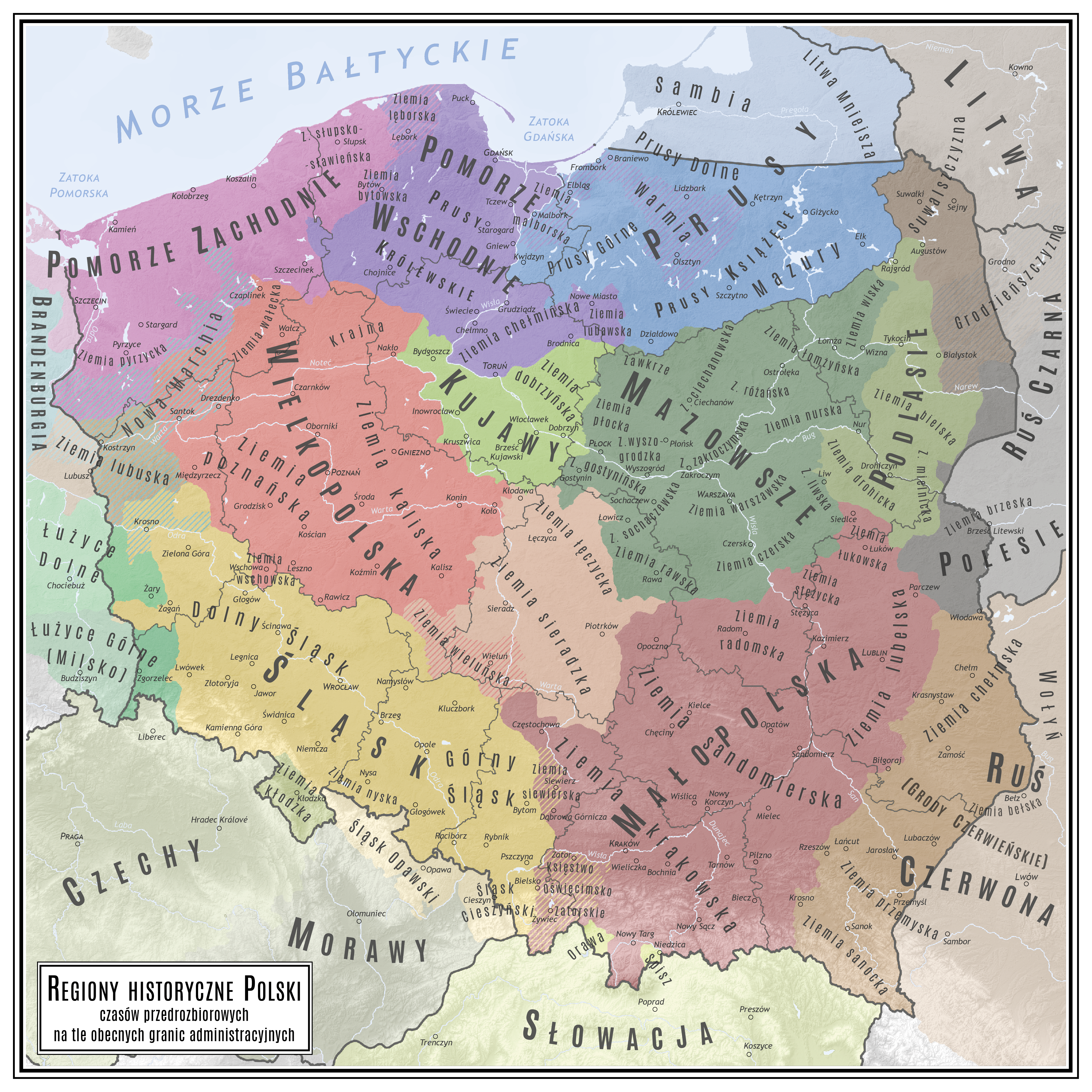
Białystok, Podlasie i inne krainy historyczne Polski na tle współczesnych granic administracyjnych

Białystok – miasto na prawach powiatu w północno-wschodniej Polsce, położone na Nizinie Północnopodlaskiej, nad rzeką Białą. Jest stolicą województwa podlaskiego i siedzibą władz ziemskiego powiatu białostockiego.
Białystok, liczący 290 386 mieszkańców (31 grudnia 2024) i zajmujący powierzchnię 102,13 km², jest wśród miast wojewódzkich dziesiąty pod względem liczby ludności i drugi pod względem gęstości zaludnienia.
Białystok pełni funkcję administracyjnego, gospodarczego, naukowego i kulturalnego centrum regionu. Miasto z przyległymi gminami tworzy aglomerację białostocką.

## Położenie
Białystok leży na Wysoczyźnie Białostockiej, będącej częścią makroregionu Nizina Północnopodlaska. Znajduje się w centralnej części województwa podlaskiego. Uwarunkowania geograficzne (miasto leży w sąsiedztwie Białorusi, Litwy i Rosji) i historyczne sprawiły, że Białystok jest miejscem, gdzie od wieków żyli wspólnie ludzie różnych kultur, wyznań i narodowości, co ukształtowało specyficzny charakter miasta.
Pod względem historycznym większa część Białegostoku leży na Podlasiu, w czasach I Rzeczypospolitej położona była w ziemi bielskiej województwa podlaskiego Korony Królestwa Polskiego, natomiast jego południowo-wschodnie osiedla Dojlidy, Skorupy i Dojlidy Górne, a także Pieczurki (część osiedla Wygoda) należą do Grodzieńszczyzny i w czasach I Rzeczypospolitej położone były w powiecie grodzieńskim województwa trockiego Wielkiego Księstwa Litewskiego.

## Warunki naturalne
Miasto jest położone nad rzeką Białą, będącą lewym dopływem Supraśli.

### Klimat
Zgodnie z podziałem rolniczo-klimatycznym Polski Romualda Gumińskiego, Białystok położony jest w dzielnicy podlaskiej. Klimat jej jest wyraźnie chłodniejszy od innych dzielnic nizinnych. Średnie temperatury stycznia mieszczą się w granicach od –4 do –6 °C, należą one do najniższych w Polsce. Średnia temperatura roczna wynosi ok. +7 °C. Liczba dni mroźnych wynosi od 50 do 60, z przymrozkami od 110 do 138 dni, a czas zalegania pokrywy śnieżnej od 90 do 110 dni. Średnie sumy opadów rocznych oscylują wokół wartości 550 mm, a okres wegetacyjny trwa 200 do 210 dni.

### Przyroda
Znajduje się w obszarze funkcjonującym pod nazwą Zielone Płuca Polski (dawne tereny województw: białostockiego, łomżyńskiego, olsztyńskiego, ostrołęckiego i suwalskiego). Około 32% jego powierzchni zajmują tereny zielone. Parki i skwery oraz 1886 ha lasów znajdujących się w granicach miasta tworzą specyficzny i zdrowy mikroklimat. W obrębie Białegostoku znajdują się dwa rezerwaty przyrody o powierzchni łącznej 105 ha, będące pozostałościami Puszczy Knyszyńskiej.
- Las Zwierzyniecki
- Antoniuk

Aglomeracja miejska sąsiaduje z Narwiańskim Parkiem Narodowym. W 1993 r. Białystok jako pierwsze miasto w Polsce został przyjęty do międzynarodowego projektu Sieci Zdrowych Miast prowadzonego przez Światową Organizację Zdrowia.

### Zieleń miejska
- Park Antoniuk
- Park Branickich
- Park Centralny
- Park Lubomirskich
- Park im. J. Dziekońskiej
- Park Planty
- Park im. Księcia J. Poniatowskiego
- Park Konstytucji 3 Maja
- Plac bł. ks. Michała Sopoćki
- Park Miejski
- Park Janiny Kurkowskiej-Spychajowej[14][15]
- Park im. Andrzeja Piotra Karolskiego (Stawy Marczukowskie)[16][17]

## Historia

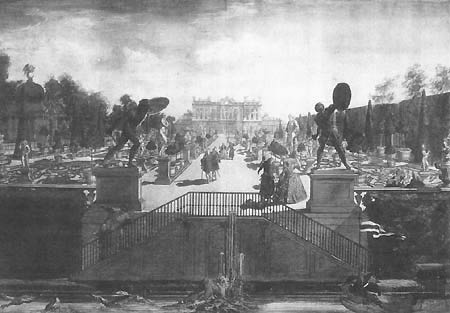
Szkic parku Branickich autorstwa Pierre Ricaud de Tirregaille z widokiem na pałac – rycina z 1752 roku

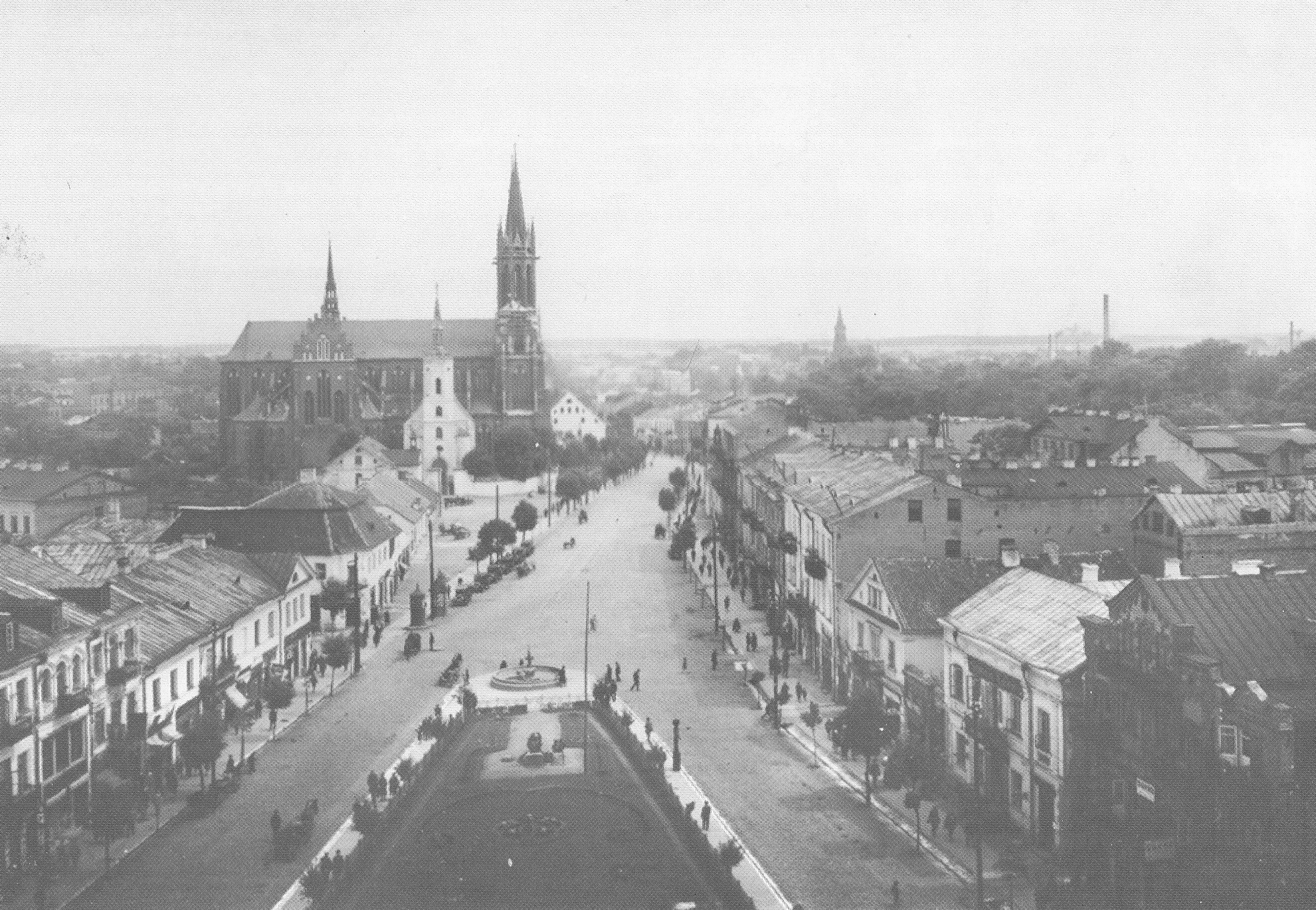
Śródmieście Białegostoku w 1928 roku

Między 1437 a 1440 rokiem ziemie nad rzeką Białą od Michała Zygmuntowicza otrzymuje Jakub Raczko Tabutowicz (ewentualnie między 1444 a 1447 rokiem dokonał tego Kazimierz Jagiellończyk). Osada Białystok powstała między 1440 a 1444 rokiem, gdy na miejsce obecnego Rynku Kościuszki przybyli osadnicy z ziemi kolneńskiej, a do dzisiejszych Dojlid – z powiatu lidzkiego. W miejscu obecnego Rynku Kościuszki krzyżowały się drogi do Suraża, Wasilkowa oraz Choroszczy. W ciągu następnych trzech lat powstają dwa dwory oraz kościół parafialny. Przy kościele w 1578 roku stanęła karczma. W latach 1617–1626 z fundacji marszałka Piotra Wiesiołowskiego zbudowano zachowany do dziś stary kościół farny. To on wzniósł w Białymstoku murowany gotycko-renesansowy zamek, który po gruntownej przebudowie w latach 90. XVII wieku stał się barokową rezydencją magnackiego rodu Branickich znaną do dziś jako pałac Branickich. Z 1727 r. pochodzi pierwsza wzmianka o białostockiej cerkwi, która znajdowała się w miejscu obecnego soboru św. Mikołaja.
W 1745 Białystok był miastem prywatnym, położonym w ziemi bielskiej województwa podlaskiego, posiadającym prawo magdeburskie. W tym samym roku rozpoczęto budowę białostockiego ratusza. Całość założenia urbanistycznego Białegostoku przypisywana jest architektom związanym z dworem hetmana Jana Klemensa Branickiego. W 1769 w pobliżu miasta konfederaci barscy stoczyli z armią carską przegraną bitwę pod Olmontami. W XIX wieku miejscowość zmieniła charakter z rezydencjonalnego na administracyjny i przemysłowy.
W latach 1807–1915 Białystok znajdował się w granicach zaboru rosyjskiego i Imperium Rosyjskiego. Do 1842 r. miasto było stolicą obwodu białostockiego, następnie przyłączono je do guberni grodzieńskiej i było największym miastem guberni, mimo że siedziba guberni znajdowała się w Grodnie. Po powstaniu listopadowym w pobliżu miasta ustalono granicę celną między Kongresówką a Rosją, co wywołało gwałtowną falę migracji ekonomicznej łódzkich fabrykantów. Przyczyniło się to do dynamicznego rozwoju prowincjonalnego wówczas miasteczka. W tym okresie rozrastający się Białystok zyskał miano Manchesteru Północy. W 1862 r. przez Białystok przeprowadzono Kolej Warszawsko-Petersburską, która także przyczyniła się do rozwoju gospodarczego miasta. W 1892 uruchomiono w mieście system wodociągów.

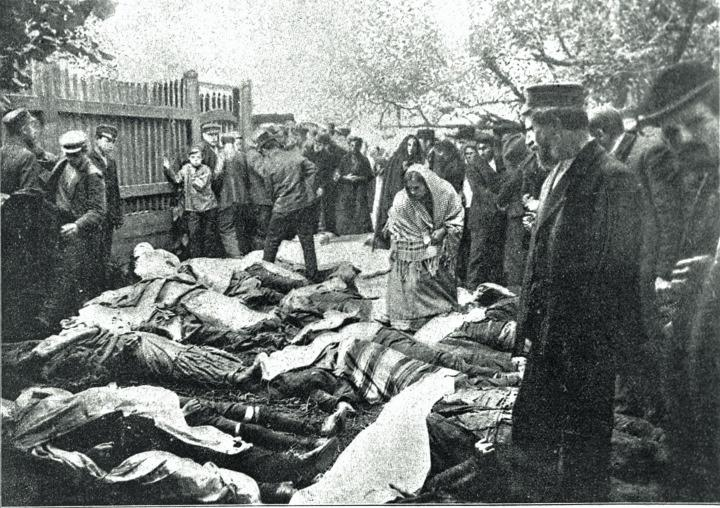
Żydzi zamordowani podczas pogromu w Białymstoku w 1906 roku

Na początku XX w. Białystok był centrum polskiego ruchu anarchistycznego.
Na przełomie lipiec/sierpień 1905 w mieście miał miejsce pogrom antyżydowski.
W dniach 14–16 czerwca 1906 w Białymstoku doszło do pogromu ludności żydowskiej, podczas którego zamordowano 88 osób.
W latach 1915–1919 miasto znajdowało się pod okupacją niemiecką po opuszczeniu miasta przez administrację rosyjską i wojska rosyjskie. W 1920 Białystok stał się krótkotrwale siedzibą komunistycznego Tymczasowego Komitetu Rewolucyjnego Polski, jednak w tym samym roku Wojsko Polskie stoczyło zwycięską bitwę białostocką z Armią Czerwoną, uwalniając miasto spod bolszewickiej okupacji. W czasie I wojny światowej w Lesie Pietrasze znajdowała się carska baza sterowców, jedna z największych w Europie. Do 1939, już w niepodległej Polsce, miasto było stolicą województwa białostockiego. W pierwszej połowie 1936 roku doszło tam do ekscesów o podłożu antysemickim. W październiku 1939 Białystok znalazł się pod okupacją sowiecką przyłączono do Białoruskiej SRR i nadano mu status stolicy obwodu białostockiego. Od września 1939 r. do wybuchu wojny radziecko-niemieckiej Białystok był jednym z dwóch głównych (obok Lwowa) ośrodków działania polskich komunistów, którzy po 1945 roku objęli władzę w Polsce. Przywódcą tego środowiska był Alfred Lampe, pod przywództwem którego działali m.in.: Janina Broniewska, Paweł Finder, Małgorzata Fornalska, Marceli Nowotko, Jakub Berman, Czesław Skoniecki i Leon Lipski.

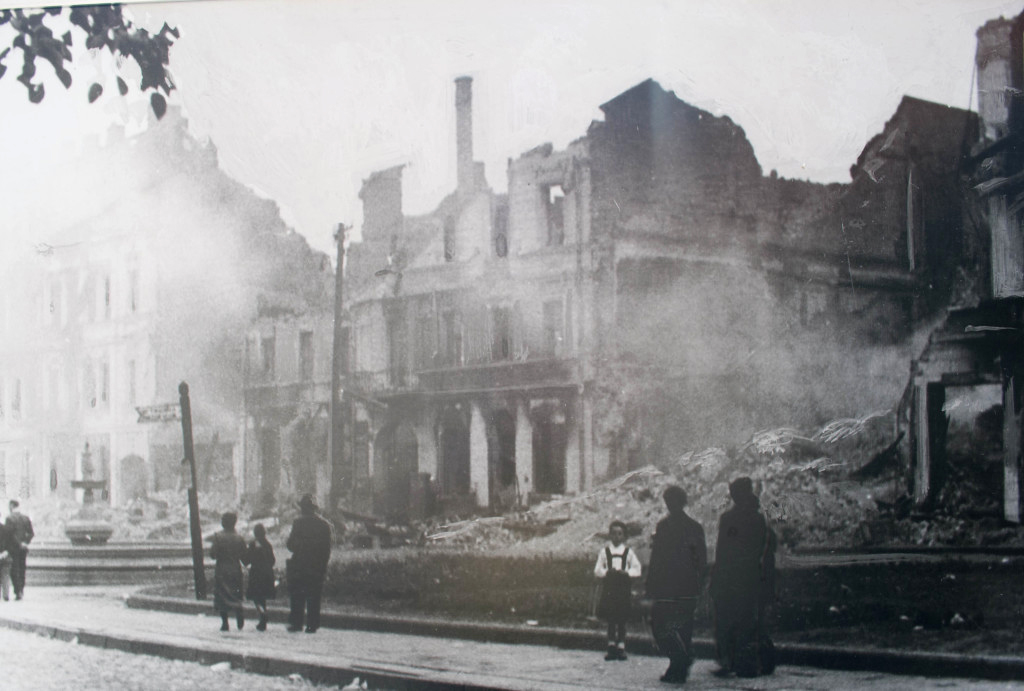
Białystok w 1941 roku

W czerwcu 1941 do Białegostoku wkroczyły wojska niemieckie. Od lipca 1941 do lipca 1944 był on pod okupacją niemiecką jako Okręg Białostocki. Już na przełomie czerwca i lipca 1941 roku Niemcy zamordowali w Białymstoku od 6,5 tys. do 7 tys. Żydów. Pod koniec lipca tegoż roku w mieście utworzono getto, w którym w 1943 r. wybuchło powstanie. Armia Krajowa odmówiła pomocy żydowskiemu ruchowi oporu w getcie ze względu na obecność w nim komunistów. Ostatecznie białostoccy Żydzi zginęli w obozach zagłady w Treblince i na Majdanku. Po zajęciu miasta, w dawnych koszarach 10 Pułku Ułanów Litewskich hitlerowcy utworzyli obóz dla jeńców radzieckich. Pierwotnie przetrzymywano tam ok. 10–12 tys. jeńców, którzy na skutek ekstremalnych warunków bytowych, głodu i chorób masowo ginęli. Obóz zlikwidowano jesienią 1943 roku. W lipcu 1944 miały miejsce ciężkie walki między 3 Armią 2 Frontu Białoruskiego Armii Czerwonej a wojskami niemieckimi o Białystok (podczas operacji białostockiej zginęło 4643 żołnierzy Armii Czerwonej), w wyniku których miasto poważnie ucierpiało, zniszczeniu uległo prawie 80 procent zabudowy. Po II wojnie światowej odbudowane miasto na zawsze utraciło swój poprzedni charakter, będący dziedzictwem parowiekowej jego historii. Dzięki powojennym migracjom ludności wiejskiej Białystok powiększył się, kilkukrotnie przewyższając liczbę swoich mieszkańców sprzed 1939 r. W tym okresie powstały liczne uczelnie i nowe ośrodki przemysłowo-usługowe.
Od 1999 r. jest stolicą województwa podlaskiego. W 2002 roku do miasta przyłączono wieś Zawady, a w 2006 r. cztery kolejne miejscowości.

## Architektura

### Zabytki
Budynki gotyckie:
- piwnice pałacu Branickich w Białymstoku

Budynki renesansowe:
- Stary kościół Farny – Rynek Kościuszki (1617–1626)

Budynki barokowe:
- Zespół pałacowo-parkowy Branickich, ul. Jana Kilińskiego 1 (XVIII w.)
- Cerkiew św. Marii Magdaleny, ul. Konstantego Kalinowskiego (ufundowana w II poł. XVIII w. przez Jana Klemensa Branickiego jako kaplica katolicka, od 1864 r. prawosławna)
- Ratusz, Rynek Kościuszki 10 (1745–1761)
- Dawna austeria, ul. Henryka Sienkiewicza 4 (ob. Astoria, zbudowana po 1753)
- Klasztor Sióstr Miłosierdzia św. Wincentego, Rynek Kościuszki (1769)
- Pałacyk gościnny Branickich, ul. Jana Kilińskiego 6 (poł. XVIII w.)
- Plebania przy ul. Kościelnej (1760)
- Dawny szpital, Rynek Kościuszki (II poł. XVIII w.)

Obiekty powstałe w XIX wieku:
- Loża masońska, ul. Jana Kilińskiego (klasycystyczna, 1803–1806)
- Dawna zbrojownia Cekhauz, Rynek Kościuszki (barokowo-klasycystyczna, 1795–1807)
- Sobór św. Mikołaja Cudotwórcy, ul. Lipowa (klasycystyczny, 1846)
- Domek Napoleona (klasycystyczny, poł. XIX w.)
- Pałac Rüdigerów, później Kreuzensternów i Lubomirskich, ul. Dojlidy Fabryczne 26 (neoklasycystyczny, poł. XIX w.)
- Cmentarz ewangelicko-augsburski przy ulicy Produkcyjnej z poł. XIX wieku
- Dwór Weltera (połowa XIX w.)
- Dworzec kolejowy, ul. Kolejowa (neorenesansowy, lata 60. XIX w.)
- Fabryka Towarzystwa Białostockiej Manufaktury „E.Becker i s-ka”, ul. Świętojańska (neorenesansowa, 1895–1901) – obecnie Centrum Handlowe Alfa
- Pałac Hasbacha, ul. Dojlidy Fabryczne 23 (neorenesansowy, lata 80. XIX w.)
- Kościół Najświętszego Serca Jezusowego, ul. Romualda Traugutta 25 (1884 – wybudowany jako cerkiew, w okresie międzywojennym przemianowany na kościół rzymskokatolicki)
- Cmentarz Farny, ul. Władysława Raginisa (1888)
- Zespół kamienic i pałaców miejskich z XIX w. przy ulicy Warszawskiej
- Willa gen. von Driesena, ul. Świętojańska (zbudowana po 1878 w stylu szwajcarskim)
- Kamienica dawnego Wileńskiego Banku Handlowego, ul. Henryka Sienkiewicza/Warszawska (neorenesansowy, lata 90. XIX w.)
- Drewniana zabudowa dzielnicy Bojary
- Cerkiew Wszystkich Świętych na terenie prawosławnej nekropolii Wszystkich Świętych, ul. Władysława Wysockiego 1 (koniec XIX w.)
- Cmentarz ewangelicko-augsburski przy ulicy Wasilkowskiej/gen. Stanisława Sosabowskiego (otwarty w 1885 r.)[29]
- Cmentarze żydowskie – założone w XVIII, XIX i XX wieku
- Synagoga Piaskower (XIX w.)
- Willa pod Kariatydami (koniec XIX w.)
- Zespół koszar 10. Pułku Ułanów Litewskich, ul. Kawaleryjska (1890–1950)
- Zespół fabryki Chany Marejn, ul. Włókiennicza (1892–1920)
- Zespół fabryki Wolfa Zilberblatta, ul. Włókiennicza (1892–1910)
- Kościół pw. św. Stanisława Biskupa Męczennika, ul. Wiadukt 2B (koniec XIX w. – pierwotnie cerkiew prawosławna)
- Pałac Tryllingów (1898–1899)
- Zespół koszarowy Pułku Huzarów, ul. Józefa Bema (II poł. XIX–XX w.) – obecnie siedziba Podlaskiego Oddziału Straży Granicznej
- Zespół fabryki Steina, ul. Poleska (XIX/XX w.)
- Kamienice w centrum miasta w tym:
  - Kamienica Kantorowiczów (II poł. XIX w.)
  - Kamienica Cytrona (koniec XIX w.)
  - Kamienica Moesa (koniec XIX w.)
  - Kamienica Jossema (1897)
  - Kamienica Malinowskiego (XIX/XX w.)
  - Kamienica Rozenblumów (XIX/XX w.)
  - Kamienica Szturmanów (XIX/XX w.)
  - Kamienica Świńskiego (XIX/XX w.)
- Dworek Stefanowiczów znajdujący się przy ul. Bacieczki (XIX w.)

Obiekty powstałe w XX wieku:
- Willa fabrykanta Steina, ul. Artyleryjska (pocz. XX w.)
- Bazylika archikatedralna Wniebowzięcia Najświętszej Maryi Panny, Rynek Kościuszki (neogotycka, 1900–1905)
- Dawny Zespół Fabryki Sukna Nowik i Synowie, ul. Augustowska/ ul. Adama Mickiewicza (pocz. XX w.)
- Kamienica Ginzburga (pocz. XX w.)
- Areszt Śledczy, dawniej zespół więzienia carskiego, ul. Mikołaja Kopernika (ok. 1905)
- Kościół św. Wojciecha, ul. Warszawska (neoromański, 1909–1912) – dawny zbór ewangelicko-augsburski
- Kamienica Makowskich (1900–1910)
- Dom Zbirohowskich-Kościów (1910)
- Pałac Nowika (eklektyzm, 1910–1912)
- Wieża ciśnień (1923–1925)
- Kościół św. Rocha, ul. św. Rocha (modernistyczny, 1927–1946)
- Składnica Materiału Intendenckiego Nr 13, ul. Węglowa (modernistyczna, 1934–1936), obecnie zespół budynków powojskowych o różnym przeznaczeniu (w jednym z nich w 2016 r. zostanie utworzone Muzeum Pamięci Sybiru[30])
- Dawny Dom Ludowy, obecnie Teatr Dramatyczny im. Aleksandra Węgierki, ul. Elektryczna (modernistyczny, 1936–1938)
- Zespół d. Sądu Okręgowego i Izby Skarbowej, ul. Adama Mickiewicza (modernistyczny, lata 30. XX w.)
- Kościół św. Andrzeja Boboli, ul. św. Andrzeja Boboli 49 (modernistyczny, 1939–1967)
- Kościół Niepokalanego Serca Maryi, ul. ks. Stanisława Suchowolca 27 (modernistyczny, zbudowany w 1949–1955 na miejscu rozebranej cerkwi z 1727)
- Wille przy ul. Akademickiej w stylu modernistycznym z lat 30. XX wieku, w tym Willa Prezydencka (1936–1937)
- Bank, Rynek Kościuszki (socrealizm, 1947–1950)
- Komitet Wojewódzki PZPR, ul. Władysława Liniarskiego (socrealizm, 1953–1954), obecnie Wydział Filologiczny Uniwersytetu w Białymstoku
- Pomnik Bohaterów Ziemi Białostockiej, Plac Niezależnego Zrzeszenia Studentów (socrealizm, 1975)

Obiekty niezachowane:
- Wielka Synagoga ul. Suraska (zbudowana w latach 1903–1913, spalona w 1941)
- Sobór Zmartwychwstania Pańskiego, ob. ul. H. Sienkiewicza (zbudowany w latach 1898–1913, rozebrany w 1938)
- Hotel Ritz, ul. Kilińskiego (zbudowany w latach 1912–1913, spalony w 1944)

| Zabytki w Białymstoku |
| --- |
| - Pałacyk gościnny Branickich - Pałac Lubomirskich - Pałac Hasbacha - Pałac Nowika - Sobór św. Mikołaja (1843-46) - Bazylika archikatedralna Wniebowzięcia Najświętszej Maryi Panny (1900–1906) |

## Turystyka

### Szlaki turystyczne
Część z zabytków została oznakowana na pięciu turystycznych szlakach tematycznych utworzonych w mieście w latach 2008–2010:
- Szlaku Dziedzictwa Żydowskiego,
- Szlaku esperanto i wielu kultur w Białymstoku[31],
- Szlaku architektury PRL,
- Szlaku śladami błogosławionego księdza Michała Sopoćki[32],
- Szlaku kulinarnym.

W maju 2011 dodatkowo powstały:
- Szlak rodu Branickich
- Szlak architektury drewnianej w Białymstoku
- Szlak białostockich świątyń
- Szlak białostockich fabrykantów

Alternatywę dla pieszych szlaków stanowi „Białostocki Audiobus. Dźwiękowy przewodnik do słuchania w autobusach komunikacji miejskiej” – utworzony w 2011 roku szlak turystyczny oparty na trasach linii autobusowych numer 2 i 10.
Do roku 2019 powstały szlaki turystyczne:
- Szlak białostockich murali (pieszy, rowerowy oraz autobusowy)[34]
- Szlak Bojar[35]
- Szlak nowożytnych Świątyń Prawosławnych[36]

Przez Białystok przebiega 5 szlaków PTTK.

## Rynek Kościuszki

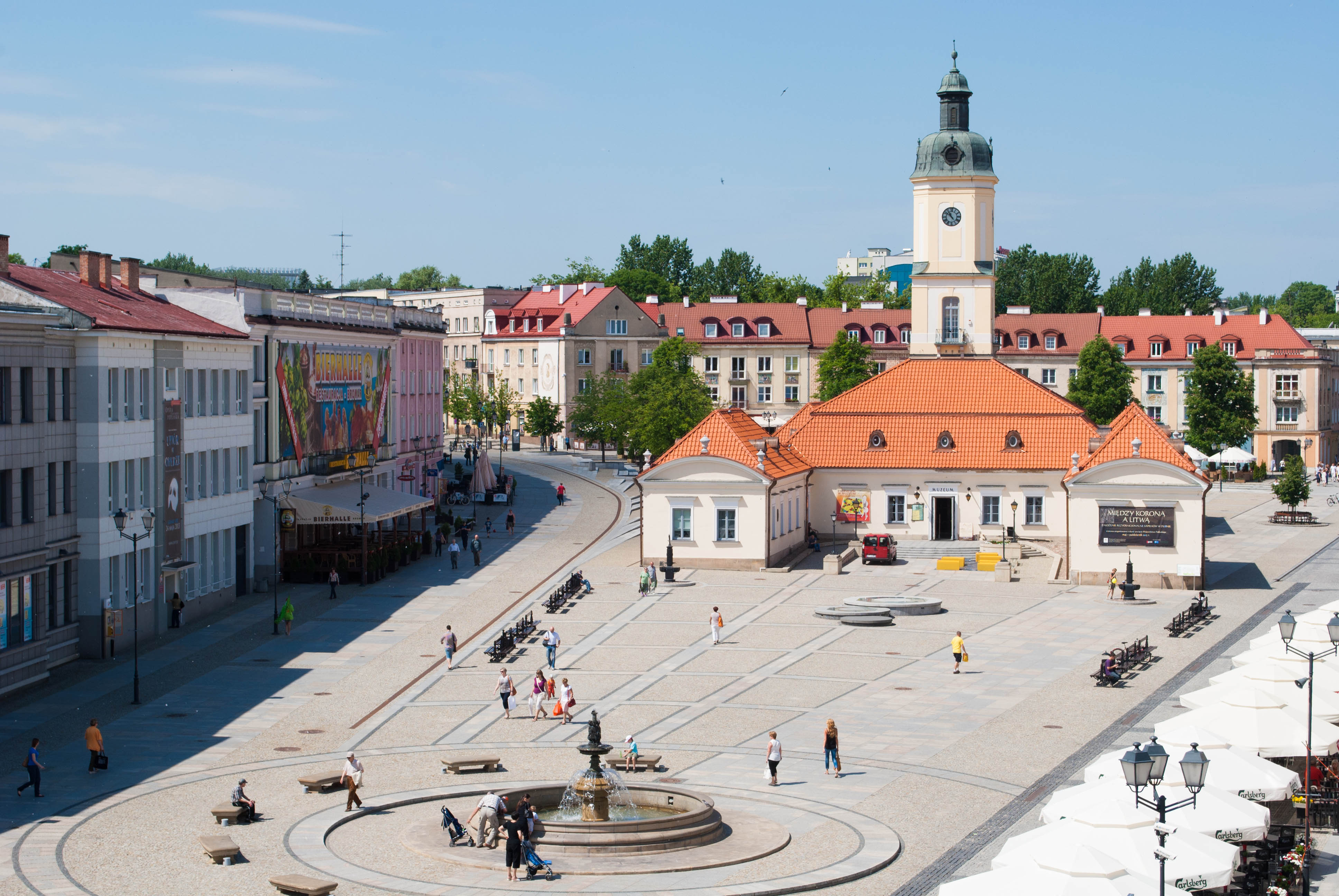
Rynek Kościuszki

Pod koniec roku 2007 otwarto plac miejski za Ratuszem (pomiędzy ul. Suraską i Rynkiem Kościuszki). W marcu 2008 r. UM przedstawił plan remontu ścisłego centrum. Według tego planu w roku 2009 Rynek Kościuszki, Suraska i Kilińskiego nabrały charakteru miejskiego centrum. Rynek został wyłożony kostką i płytami granitowymi, znajduje się tam stylowe oświetlenie oraz donice z kwiatami i ławki. Historia Rynku Kościuszki sięga roku 1753, kiedy to po pożarze miasta jego przebudową zajął się ówczesny właściciel Białegostoku – Jan Klemens Branicki. Do najważniejszych zachowanych obiektów z tego okresu należy Ratusz z wieżą zegarową, ukończony w 1761 roku. Dawniej pełnił on funkcje usługowo-handlowe, znajdowały się w nim kramy kupieckie, w większości należące do ludności żydowskiej. W roku 1939 radzieccy okupanci zburzyli Ratusz, a na jego miejscu planowano wybudowanie pomnika Józefa Stalina. W latach 1954–1958 odbudowano rozebrany budynek. Obecnie mieści się w nim główna siedziba Muzeum Podlaskiego. Przy Rynku Miejskim znajduje się także cekhauz – hetmańska zbrojownia. Jest to barokowo-klasycystyczny budynek w kształcie typowego dla XVIII wieku dworku szlacheckiego. W swojej historii był wykorzystywany głównie jako magazyn sprzętu strażackiego. Dziś znajduje się tu Archiwum Państwowe. Do najefektowniejszych obiektów na Rynku Kościuszki zalicza się budynek dawnej austerii, czyli karczmy. Jest to budowla dwukondygnacyjna, pokryta mansardowym dachem z lukarnami, ze ściętym narożem z balkonem ozdobionym portykiem i frontonem wspartym na dwóch kolumnach. Obecnie mieści się w niej restauracja Astoria, która stanowi wraz z sąsiednim budynkiem część kompleksu gastronomiczno-usługowego pod nazwą Centrum Astoria. W jego skład wchodzi cukiernia z tarasem widokowym, na którym serwowana jest kawa i desery. W piwnicach Astorii znajduje się pub, a na parterze stylowy bar. Ponadto w Centrum Astoria znajdują się sale konferencyjno-bankietowe. Przy wschodniej pierzei Rynku wznosi się zespół katedralny Wniebowzięcia NMP, w którego skład wchodzi XX-wieczna bazylika wybudowana w stylu neogotyckim, barokowa plebania zbudowana w 1761 roku oraz XVII-wieczny kościółek farny, który jest najstarszym zachowanym zabytkiem murowanym w mieście. Przy zachodniej pierzei Rynku znajdują się kolorowe fasady odbudowanych po wojnie kamieniczek. w których mieszczą się galerie, kawiarnie, puby, księgarnia i sklepy.

## Demografia

### Ludność Białegostoku
- Wykres liczby ludności miasta Białegostoku w ciągu ostatnich 160 lat[41]

Największą populację Białystok odnotował w 2019 roku – według danych GUS 297 554 mieszkańców.

### Powierzchnia Białegostoku

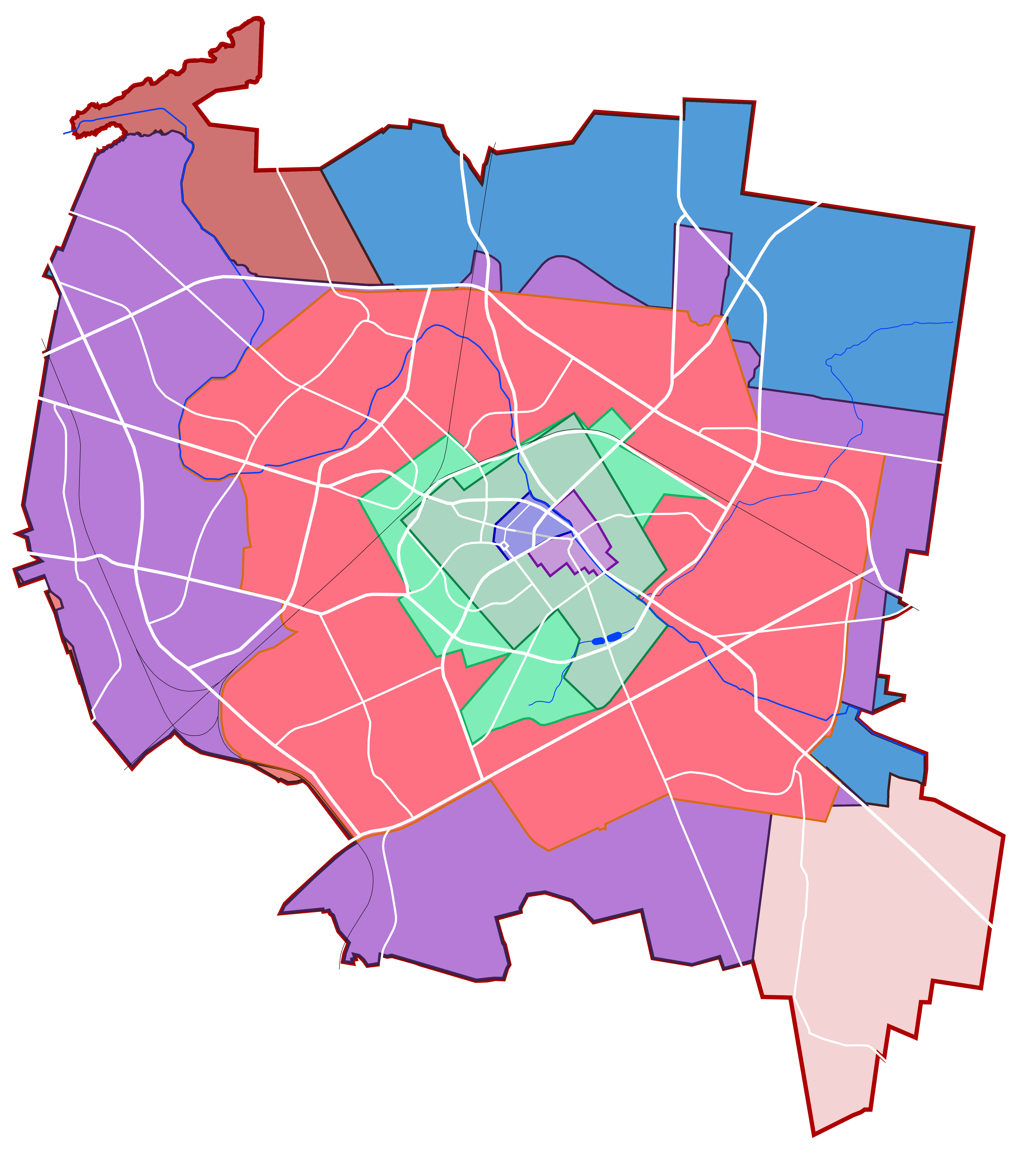
Zmiany granic miasta Białegostoku na przestrzeni lat

– granice Białegostoku w roku 1691, pow. 0,43 km²

    – obszar przyłączony w roku 1749, pow. 1,20 km²

    – obszar przyłączony w roku 1845, pow. 6,00 km²

    – obszar przyłączony w roku 1877, pow. 10,00 km²

    – obszar przyłączony w roku 1919, pow. 44,00 km²

    – obszar przyłączony w roku 1954, pow. 71,00 km²

    – obszar przyłączony w roku 1973, pow. 89,00 km²

    – obszar przyłączony w roku 1980-81, pow. 90 km²

    – obszar przyłączony w roku 2002, pow. 94 km²

    – obszar przyłączony w roku 2006, pow. 102 km²

### Mniejszości narodowe

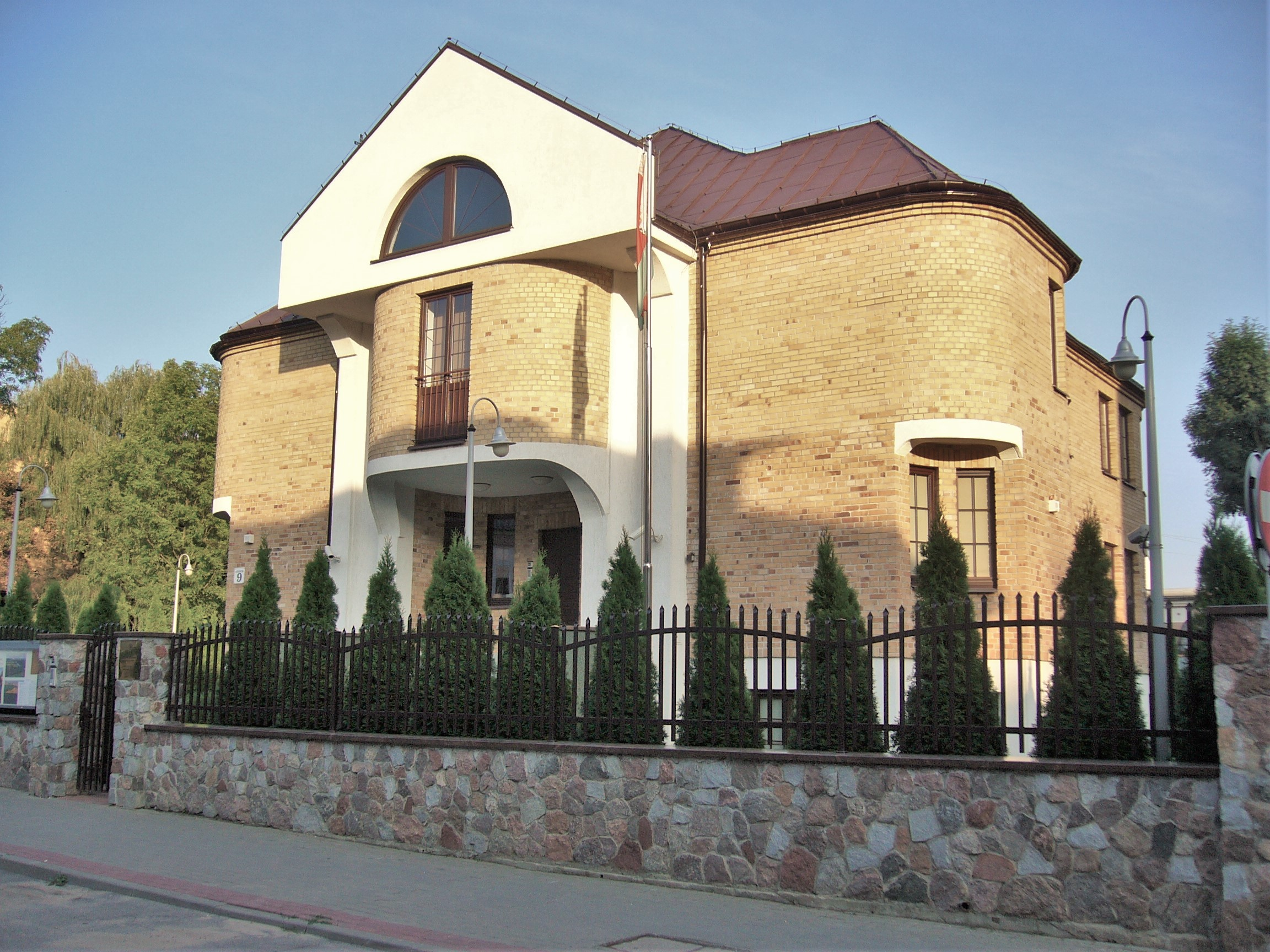
Konsulat Generalny Republiki Białorusi w Białymstoku

#### Białorusini
Białystok to ośrodek kulturalno-społeczny Białorusinów (według spisu powszechnego z 2002 roku mieszka ich tutaj prawie 7,5 tys., co stanowi 2,5% mieszkańców Białegostoku). Działają tu Konsulat Białorusi oraz takie organizacje jak: Białoruskie Towarzystwo Społeczno-Kulturalne, Związek Młodzieży Białoruskiej, Związek Białoruski w RP, Białoruskie Stowarzyszenie Literackie „Białowieża”, Białoruskie Towarzystwo Historyczne, Stowarzyszenie Dziennikarzy Białoruskich, Białoruskie Zrzeszenie Studentów, Centrum Edukacji Obywatelskiej Polska-Białoruś, Towarzystwo Kultury Białoruskiej. W Białymstoku odbywają się także ogólnopolskie imprezy kulturalne m.in. Festiwal „Piosenka Białoruska” oraz Święto Kultury Białoruskiej. Działa niezależne białoruskie Radio Racja, nadające sygnał także na Białoruś. Wydawane są tu białoruskie czasopisma: Niwa, Białoruskie Zeszyty Historyczne, Pravincyja oraz Czasopis.

#### Rosjanie
Rosjanie to mniejszość narodowa, którą na Podlasiu szacuje się na ponad 830 osób. Stanowi to 6,4% z całkowitej populacji Rosjan w Polsce obliczanej na ok. 13 000 osób. W Białymstoku działa ich główna organizacja – Rosyjskie Stowarzyszenie Kulturalno-Oświatowe, organizujące Dni Kultury Rosyjskiej.

#### Tatarzy
W Białymstoku mieszka ok. 1800 Tatarów. Działa Związek Tatarów Rzeczypospolitej Polskiej (oddział podlaski), wydawane jest czasopismo „Życie Tatarskie”. W planach jest stworzenie w stolicy województwa podlaskiego Instytutu Historii Tatarów.

#### Pozostałe narodowości
W Białymstoku mieszkają również: Romowie (działa Centralna Rada Romów w Polsce, ukazuje się ich miesięcznik „Rrom p-o Drom)” oraz Ukraińcy (według spisu powszechnego z 2002 roku w Białymstoku mieszka 417 Ukraińców; działają: Związek Ukraińców Podlasia, Związek Ukraińskiej Młodzieży Niezależnej).

## Gospodarka

### Sytuacja społeczno-gospodarcza
Pod względem gospodarczym Białystok posiada profil przemysłowo-handlowy. Ze względu na fakt, iż miasto jest administracyjnym i naukowym centrum regionu, wysoki jest także procent osób pracujących w sektorze publicznym (szkolnictwo średnie, szkolnictwo wyższe, szpitale wojewódzkie i poradnie specjalistyczne oferujące usługi publiczne o zasięgu wojewódzkim i ogólnopolskim).
Według danych Urzędu Statystycznego w Białymstoku, w 2019 roku w mieście funkcjonowały 36 072 podmioty gospodarki narodowej. Jest to liczba o ok. 16,5% wyższa w porównaniu do liczby podmiotów funkcjonujących w mieście w roku 2010 (wówczas istniało zarejestrowanych 31 218 podmiotów). Najwięcej przedsiębiorstw prowadzi działalność handlową – 7718 przedsiębiorstw (dane GUS obejmują w dziale HANDEL także naprawę pojazdów samochodowych). Drugą pozycję zajmują przedsiębiorstwa prowadzące działalność profesjonalną – 4396 podmiotów. Na trzeciej pozycji są przedsiębiorstwa branży budowlanej – 4079 przedsiębiorstw. Kolejne pozycje to transport (2 516 firm) i przetwórstwo przemysłowe (2211 podmiotów).
Powyższe dane w interesujący sposób korespondują z danymi na temat liczby osób zatrudnionych w poszczególnych sektorach gospodarki zebranych przez GUS od podmiotów zatrudniających powyżej 9 pracowników. Zakłady produkcyjne w roku 2018 zatrudniały najwięcej pracowników spośród wszystkich innych branż działających w Białymstoku – 14 630 osób, pomimo iż przedsiębiorstw przemysłowych było najmniej spośród wszystkich podmiotów działających na terenie miasta. Na drugim miejscu w tym zestawieniu jest handel. Dane GUS wskazują, iż ten segment gospodarki zatrudniał 15 905 osób, czyli więcej niż przemysł, jednakże ze względu na fakt, iż GUS ujmuje w tej kategorii również naprawę pojazdów samochodowych (usługi), handel wykazano na drugim miejscu pod względem liczby zatrudnianych pracowników na terenie miasta. Na trzecim miejscu pod względem liczby osób zatrudnionych była edukacja (14 326 osób), zaś na czwartym miejscu – opieka zdrowotna (8935 osób).
W czerwcu 2022 stopa bezrobocia w Białymstoku wynosiła 5,8%. Średnie wynagrodzenie brutto wypłacane na terenie Białegostoku w sektorze przedsiębiorstw wg danych GUS za 2019 rok wynosiło 4 215,86 PLN i było najniższe spośród wszystkich miast wojewódzkich w Polsce. Przeciętne zatrudnienie w sektorze przedsiębiorstw w kwietniu 2022 r. ukształtowało się na poziomie 123,0 tys. osób, tj. o 2,5% wyższym od zanotowanego rok wcześniej (w kwietniu ubiegłego roku również wzrosło o 2,5%).
W 2018 roku, według danych GUS, liczba osób pracujących w białostockim sektorze publicznym wynosiła 36 204 osoby, zaś w sektorze prywatnym – 51 878 osób.
Duża część mieszkańców Białegostoku pracuje w przedsiębiorstwach mających swoje siedziby w gminach ościennych, takich jak Choroszcz, Juchnowiec Kościelny, Supraśl, Wasilków, Zabłudów (dotyczy to zwłaszcza przedsiębiorstw przemysłowych). Zjawisko to powoduje, iż gospodarkę Białegostoku coraz częściej ujmuje się w ujęciu metropolitarnym, nie zaś w ujęciu pojedynczego miasta.

### Przemysł
Białystok jest głównym ośrodkiem przemysłowym województwa podlaskiego. Rozwinięty jest tu przemysł elektromaszynowy (elektroniczny, maszynowy i metalowy), drzewny, odzieżowy, spożywczy i poligraficzny. Dodatkowo funkcjonują tutaj znaczące w skali ogólnopolskiej zakłady innych branż przemysłowych.
Dominującą gałęzią białostockiej gospodarki pod względem liczby podmiotów jest przemysł elektromaszynowy. Według danych GUS za 2019 rok, w Białymstoku zarejestrowanych było 508 przedsiębiorstw działających w branży produkcji wyrobów metalowych, maszyn i urządzeń elektronicznych oraz elektrotechnicznych, a także części i elementów stosowanych w produkcji pojazdów. Przykładowymi zakładami przemysłu elektromaszynowego działającymi na terenie Białegostoku są:
- AC – producent samochodowych instalacji gazowych[49]
- Altrad Poland – producent maszyn i urządzeń budowlanych[50]
- Biazet – producent sprzętu AGD, filtrów wody, oświetlenia i narzędzi ręcznych -podwykonawstwo produkcji na zlecenie światowych marek[51]
- Fabryka Przyrządów i Uchwytów „Bison-Bial” – producent przyrządów i uchwytów do maszyn tokarskich[52],
- KAN – producent systemów instalacyjnych stosowanych w budownictwie[53]
- Nibe – Biawar – producent urządzeń c.o. i c.w.u.[54]
- PROMOTECH – producent maszyn i urządzeń przemysłowych[55]
- Rosti Poland – producent wyrobów z tworzyw sztucznych m.in. dla przemysłu opakowaniowego, energetycznego, motoryzacyjnego, medycznego[56]
- SMP Poland – producent części samochodowych – cewek, czujników i włączników[57]

Na terenie Białegostoku funkcjonuje szereg zakładów działających w branży drzewnej. Według danych GUS, w 2019 roku w mieście zarejestrowanych było 263 producentów mebli. Do największych przedstawicieli przemysłu drzewnego działających na terenie miasta należą:
- BIAFORM – producent sklejek z drewna liściastego i iglastego[58]
- Danwood Holding – producent modułowych budynków mieszkalnych o konstrukcji drewnianej z siedzibą główną w Bielsku Podlaskim, w Białymstoku funkcjonuje biuro techniczno-konstrukcyjne firmy[59]
- Fabryki Mebli „Forte” (Zakład w Białymstoku) – producent mebli[60]

W Białymstoku dobrze rozwinięty jest przemysł odzieżowy. Według danych GUS za 2019 rok, w mieście było zarejestrowanych 217 przedsiębiorstw produkujących ubrania. Silną koncentrację terytorialną wykazują dynamicznie rozwijające się przedsiębiorstwa działające w segmencie produkcji bielizny. Przykładowymi białostockimi zakładami przemysłu odzieżowego są:
- AVA – producent bielizny[61],
- GAIA – producent bielizny[62],
- GORTEKS – producent bielizny[63],
- JUMITEX – producent odzieży[64],
- KINGA – producent bielizny[65],
- KOSTAR – producent bielizny[66],
- VENA – producent bielizny[67].

Dużą rolę w kształtowaniu kondycji gospodarczej Białegostoku odgrywa przemysł spożywczy. Funkcjonują tu liczne przedsiębiorstwa zajmujące się wyrobem produktów wędliniarskich, piekarniczych i cukierniczych. Według danych GUS, w 2019 roku w mieście zarejestrowanych było 171 podmiotów działających w segmencie produkcji artykułów spożywczych oraz napojów. Przykładowymi, największymi podmiotami działającymi w białostockiej branży produkcji artykułów spożywczych i napojów są następujące firmy:
- Chłodnia Białystok – producent mrożonych dań kulinarnych[68][martwy link],
- Kompania Piwowarska – Browar Dojlidy – producent piwa[69], Partner In Pet Food producent karmy dla zwierząt (firma posiada także zakłady w innych częściach kraju oraz zagranicą)[70],
- Polmos Białystok – producent napojów alkoholowych, m.in. wódek,
- Powszechna Spółdzielnia Spożywców „Społem” w Białymstoku – producent pieczywa i wyrobów cukierniczych, wędlin i wyrobów garmażeryjnych, a także przedsiębiorstwo działające w branży handlu hurtowego i detalicznego oraz w branży gastronomicznej[71],
- Podlaskie Zakłady Zbożowe – producent mąk, płatków, kasz i grochu łuskanego (firma posiada także zakłady w innych częściach województwa podlaskiego)[72].

Białystok jest także miastem o stosunkowo dobrze rozwiniętym przemyśle poligraficznym. Dane GUS za 2019 rok wskazują, iż w mieście zarejestrowanych było 135 podmiotów zajmujących się projektowaniem oraz drukowaniem czasopism, książek, materiałów reklamowych, opakowań i etykiet. Do największych białostockich firm branży poligraficznej należą:
- Białostockie Zakłady Graficzne – producent wydawnictw książkowych oraz opakowań[73]
- MASTERPRESS – producent etykiet i opakowań[74]

Białystok był niegdyś miastem o znaczącej koncentracji przemysłu włókienniczego. Po okresie transformacji ustrojowej znaczenie tego przemysłu na terenie miasta zmalało (większość zakładów upadło). Tym niemniej funkcjonują tutaj przedsiębiorstwa włókiennicze o znaczącej pozycji rynkowej w skali kraju oraz rynków zagranicznych:
- Andropol (wykończalnia tkanin w Białymstoku, pozostałość po największych w północno-wschodniej Polsce Zakładach Przemysłu Bawełnianego FASTY) – producent tkanin technicznych i wojskowych[75]
- Brintons Agnella – producent dywanów i wykładzin dywanowych[76]

W Białymstoku funkcjonują także dwa przedsiębiorstwa przemysłu szklarskiego:
- BIAGLASS Huta Szkła – producent szkła oświetleniowego[77]
- Pilkington IGP – Oddział w Białymstoku – producent szyb zespolonych[78]

Ze względu na znaczącą gęstość zabudowy Białegostoku, przemysł w ostatnich latach często był lokowany poza granicami miasta, w okolicznych miejscowościach należących do gmin Juchnowiec Kościelny (m.in. produkcja implantów medycznych, produkcja sterowników przemysłowych), Choroszcz (m.in. produkcja stolarki okiennej), Zabłudów (m.in. produkcja maszyn rolniczych), Supraśl (m.in. produkcja opakowań, produkcja wyrobów metalowych), Wasilków (produkcja chemii budowlanej, produkcja mebli metalowych, produkcja artykułów spożywczych, produkcja dzianin). Dlatego też samorząd Białegostoku w celu stworzenia warunków do lokalizowania zakładów przemysłowych na terenie miasta utworzył w dzielnicach Dojlidy i Krywlany rozległe tereny inwestycyjne objęte podstrefą Suwalskiej Specjalnej Strefy Ekonomicznej.
W Białymstoku funkcjonuje Białostocki Park Naukowo-Technologiczny skupiający innowacyjne przedsiębiorstwa znajdujące się w fazie wzrostowej, dając im organizacyjne możliwości rozwojowe. BPNT oferuje także dostęp do infrastruktury badawczej i laboratoryjnej niezbędnej do rozwoju produktów i usług przedsiębiorstw branży przemysłowej, informatycznej, programistycznej i medycznej. Jednocześnie działalność badawczo-rozwojową podejmuje lub realizuje coraz więcej zakładów przemysłowych działających na terenie Białegostoku, co daje nadzieję na dalszy wzrost gospodarczy miasta w wyniku komercjalizacji własności intelektualnej tworzonej przez jego mieszkańców.
Białystok jest dużym ośrodkiem przemysłu włókienniczego, rozwinięty jest też przemysł elektromaszynowy (elektroniczny, maszynowy i metalowy), drzewny, spożywczy (największy w Polsce Polmos), materiałów budowlanych, huta szkła oraz elektrociepłownia.
Miasto jest ośrodkiem handlu, głównie ze wschodem. Działa tu Centrum Promocji Rynku Wschodniego. W Białymstoku odbywają się międzynarodowe Targi Tekstylno-Odzieżowe, Żywności i Przetwórstwa, Konsumpcyjne, Rolno-Spożywcze.

### Handel
Handel jest tą dziedziną gospodarki, w której działa duża część białostockich przedsiębiorstw, a także w której pracuje większa część białostoczan (liczba ta jest zbliżona do liczby osób zatrudnionych w przemyśle).
W Białymstoku działają następujące podmioty handlowe o wysokiej pozycji konkurencyjnej na skalę ogólnopolską:
- Spółdzielnia Obrotu Towarowego Przemysłu Mleczarskiego – największy w Polsce dystrybutor produktów mleczarskich (województwo podlaskie, którego Białystok jest stolicą stanowi krajowy czołowy ośrodek hodowli bydła mlecznego oraz produkcji mleczarskiej)[80]
- BARTER – krajowy lider w zakresie dystrybucji gazu oraz nawozów mineralnych[81]
- BIALCHEM GROUP – krajowy lider w zakresie dystrybucji węgla, gazu oraz nawozów mineralnych[82]
- Grupa Chorten – podmiot do 2021 r. z siedzibą w Białymstoku (w 2021 r. siedziba przeniesiona do miejscowości Łyski k. Białegostoku) skupiający na zasadzie partnerstwa gospodarczego lokalne sklepy spożywcze działające na terenie całej Polski (pod koniec 2021 roku było ich ok. 2 150)[83]

W Białymstoku znajduje się: 7 hipermarketów, 27 supermarketów, 18 centrów handlowych (Atrium Biała, Alfa Centrum, Galeria Jurowiecka, Auchan Produkcyjna, Auchan Hetmańska, Outlet Center, Outlet Białystok, Galeria Zielone Wzgórze, Galeria M, Galeria Antoniuk, CH Panorama, Dom Handlowy Wenus, Centrum Handlowe Park, CH Sienny Rynek Centrum Handlowe, CH Zielona Kamienica, Centrum Handlowe Fasty, Centrum Handlowe M2, Podlaskie Centrum Rolno-Towarowe), 19 marketów elektronicznych, marketów budowlano-dekoracyjnych. W miejscowości działało państwowe gospodarstwo rolne – Państwowe Gospodarstwo Ogrodnicze Białystok.

### Usługi
W Białymstoku funkcjonuje kilkanaście tysięcy firm usługowych. Do najbardziej znaczących segmentów usług należą (wg danych GUS z 2019 roku):
- działalność profesjonalna (usługi księgowe, rachunkowe, doradcze, prawnicze, architektoniczne) – 4396 podmiotów,
- budownictwo – 4079 podmiotów,
- transport – 2516 podmiotów,
- usługi IT – informatyczne i programistyczne – 1492 podmioty[86]

Działalność profesjonalną na terenie Białegostoku realizują głównie mikro i małe firmy. Usługi wykonywane przez te przedsiębiorstwa mają charakter okołobiznesowy i są w znacznej mierze zlecane przez lokalne firmy przemysłowe, handlowe i usługowe. Podobnie kształtuje się sytuacja białostockich firm transportowych.
Na terenie Białegostoku działa 4079 przedsiębiorstw budowlanych wykonujących usługi remontowe i związane z wznoszeniem budynków (tzw. produkcja budowlana). Przykładowymi przedsiębiorstwami zajmującymi się budową gotowych obiektów są:
- Yuniversal Podlaski – przedsiębiorstwo specjalizujące się w budownictwie wielorodzinnym realizowanym w Białymstoku, Suwałkach, Ełku i w Warszawie[87]
- ASKO – przedsiębiorstwo specjalizujące się w budownictwie wielorodzinnym oraz obiektów użyteczności publicznej realizowanym w Białymstoku[88]
- JAZ – BUD – przedsiębiorstwo specjalizujące się w budownictwie wielorodzinnym realizowanym w Białymstoku i w Warszawie[89]
- Budrex – Kobi (część grupy UNIBEP) – przedsiębiorstwo specjalizujące się w budownictwie obiektów inżynieryjnych realizowanych na terenie całej Polski[90]
- ANATEX – przedsiębiorstwo specjalizujące się w budownictwie obiektów użyteczności publicznej realizowanych na terenie całej Polski[91]
- ELECTRUM – przedsiębiorstwo specjalizujące się w budownictwie obiektów elektroenergetycznych i przemysłowych realizowanych na terenie całej Polski[92].

Białostocka branża IT reprezentowana jest przez liczne mikroprzedsiębiorstwa zajmujące się usługami programistycznymi na zlecenie dużych firm sektora IT. Istnieją także małe i średnie firmy zajmujące się wdrażaniem i utrzymaniem systemów informatycznych, utrzymaniem infrastruktury informatycznej, dostawami i serwisem sprzętu dla przedsiębiorstw i instytucji publicznych. Do przykładowych przedsiębiorstw branży IT działających na terenie Białegostoku należą:
- Centrum Informatyki „ZETO” – przedsiębiorstwo specjalizujące się m.in. we wdrażaniu systemów informatycznych do zastosowań zarządczych i przemysłowych[93],
- INTRATEL – przedsiębiorstwo specjalizujące się m.in. w zarządzaniu danymi i wdrażaniu systemów informatycznych[94],
- PhotoAiD – firma technologiczna specjalizująca się w aplikacjach do zdjęć biometrycznych[95],
- SoftwareHut (część grupy TenderHut) – przedsiębiorstwo specjalizujące się w projektowaniu, dostosowywaniu i rozwijaniu systemów informatycznych[96]
- T-Matic Grupa Computer Plus – przedsiębiorstwo specjalizujące się m.in. we wdrażaniu systemów informatycznych do zastosowań zarządczych i przemysłowych[97],
- WHITE HILL Sp. z o.o., Sp. k. – producent oprogramowania specjalistycznego, robotów, maszyn i urządzeń dla rolnictwa oraz przemysłu[98]

W końcu listopada 2010 liczba zarejestrowanych bezrobotnych w Białymstoku obejmowała ok. 14,8 tys. mieszkańców, co stanowi stopę bezrobocia na poziomie 12,0% do aktywnych zawodowo. Według GUS w październiku 2013 roku stopa bezrobocia wynosiła 13,6% – najwięcej z miast wojewódzkich.
We wrześniu 2019 liczba zarejestrowanych bezrobotnych wynosiła 7200 osób, a stopa bezrobocia wynosiła 5,5%.

## Transport
Białystok to największy węzeł komunikacyjny północno-wschodniej Polski. Przez miasto przebiega linia kolejowa Rail Baltica o znaczeniu europejskim (Warszawa – Suwałki – Kowno – Ryga – Tallinn).

### Transport drogowy
- 8E67  Droga krajowa nr 8 (E67): granica państwa – Kudowa-Zdrój – Wrocław – Warszawa – Białystok – Budzisko – granica państwa
- 19 Droga krajowa nr 19: granica państwa – Kuźnica – Białystok – Lublin – Rzeszów – Barwinek – granica państwa
- 65 Droga krajowa nr 65: granica państwa – Gołdap – Ełk – Białystok – Bobrowniki – granica państwa
- 669 Droga wojewódzka nr 669: Białystok
- 675 Droga wojewódzka nr 675: Białystok
- 676 Droga wojewódzka nr 676: Białystok – Krynki
- 678 Droga wojewódzka nr 678: Wysokie Mazowieckie – Białystok

Ruch tranzytowy został poprowadzony przez wewnętrzne obwodnice miasta: północną – Trasę Generalską, zachodnią – Trasę Niepodległości i południową – ul. Konstantego Ciołkowskiego.
Białystok znalazł się na 9. miejscu wśród miast poniżej 300 tys. mieszkańców w Rankingu Miast Przyjaznych Kierowcom 2024, przygotowanym przez Oponeo.pl we współpracy z Yanosikiem. Miasto wyróżnia się niskimi opłatami za parkowanie i relatywnie wysokimi średnimi prędkościami jazdy (27 km/h w centrum, 42 km/h poza nim). Na niższą pozycję wpłynęły m.in. wysokie ceny paliw, ubezpieczeń OC i ograniczona dostępność carsharingu. Ranking wskazuje obszary do poprawy, pomagając w podnoszeniu komfortu i bezpieczeństwa kierowców.

### Transport kolejowy

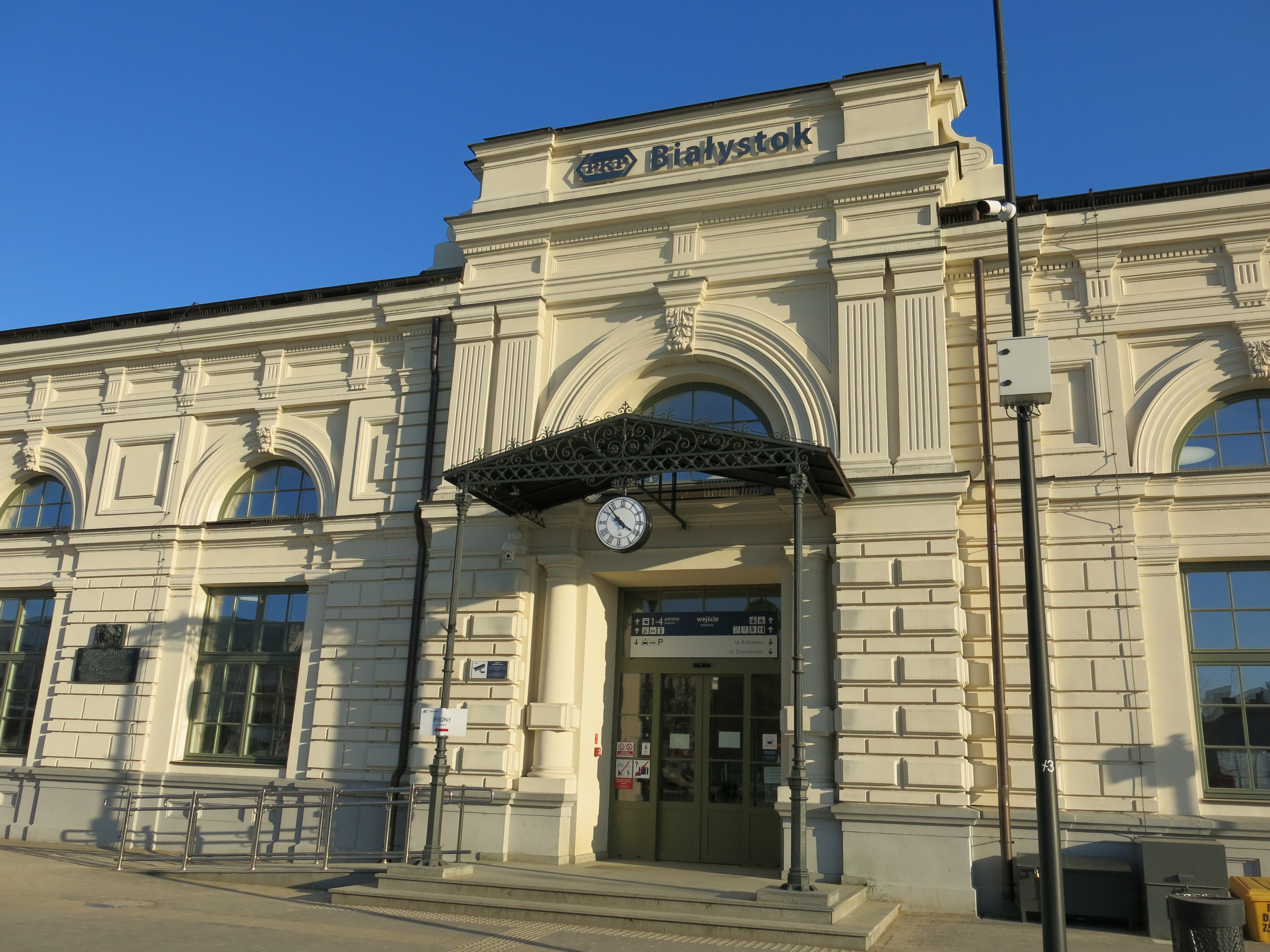
XIX-wieczny Dworzec kolejowy w Białymstoku

W Białymstoku krzyżują się następujące linie kolejowe: linia kolejowa nr 6 (Zielonka – Kuźnica Białostocka), nr 38 (Białystok – Bartoszyce), nr 32 (Białystok – Czeremcha) oraz linia kolejowa nr 37 (Białystok – Zubki Białostockie).
Białystok posiada bezpośrednie połączenia kolejowe między innymi z: Warszawą, Olsztynem, Krakowem, Gdańskiem, Katowicami, Wrocławiem, Szczecinem, Bielskiem-Białą oraz Jelenią Górą. Pociągi lokalne docierają do Suwałk, Ełku, Sokółki, Kuźnicy, Czeremchy, Łap, Szepietowa, Czyżewa, a do niedawna również do Małkini. Rozwinięty jest również transport autobusowy, obsługiwany zarówno przez przedsiębiorstwo PKS Białystok (od 2017 PKS Nova SA), które utrzymuje wiele linii dalekobieżnych (m.in. do Warszawy, Zielonej Góry, Gdańska, Szczecina, Lublina, Gołdapi, Suwałk) oraz lokalnych do większości miast i wsi województwa podlaskiego, jak i przewoźników prywatnych, obsługujących połączenia m.in. do Warszawy, Moniek, Bielska Podlaskiego, Czeremchy, Czarnej Białostockiej i Tykocina oraz Krynek.
22 września 2014 roku z inicjatywy stowarzyszenia Kolejowe Podlasie w celu zbadania możliwości uruchomienia w Białymstoku SKM, na jeden dzień eksperymentalnie uruchomiono 23 bezpłatne pociągi specjalne relacji Białystok Bacieczki – Białystok Starosielce – Białystok – Białystok Fabryczny, z których skorzystało 1551 osób.

### Komunikacja miejska

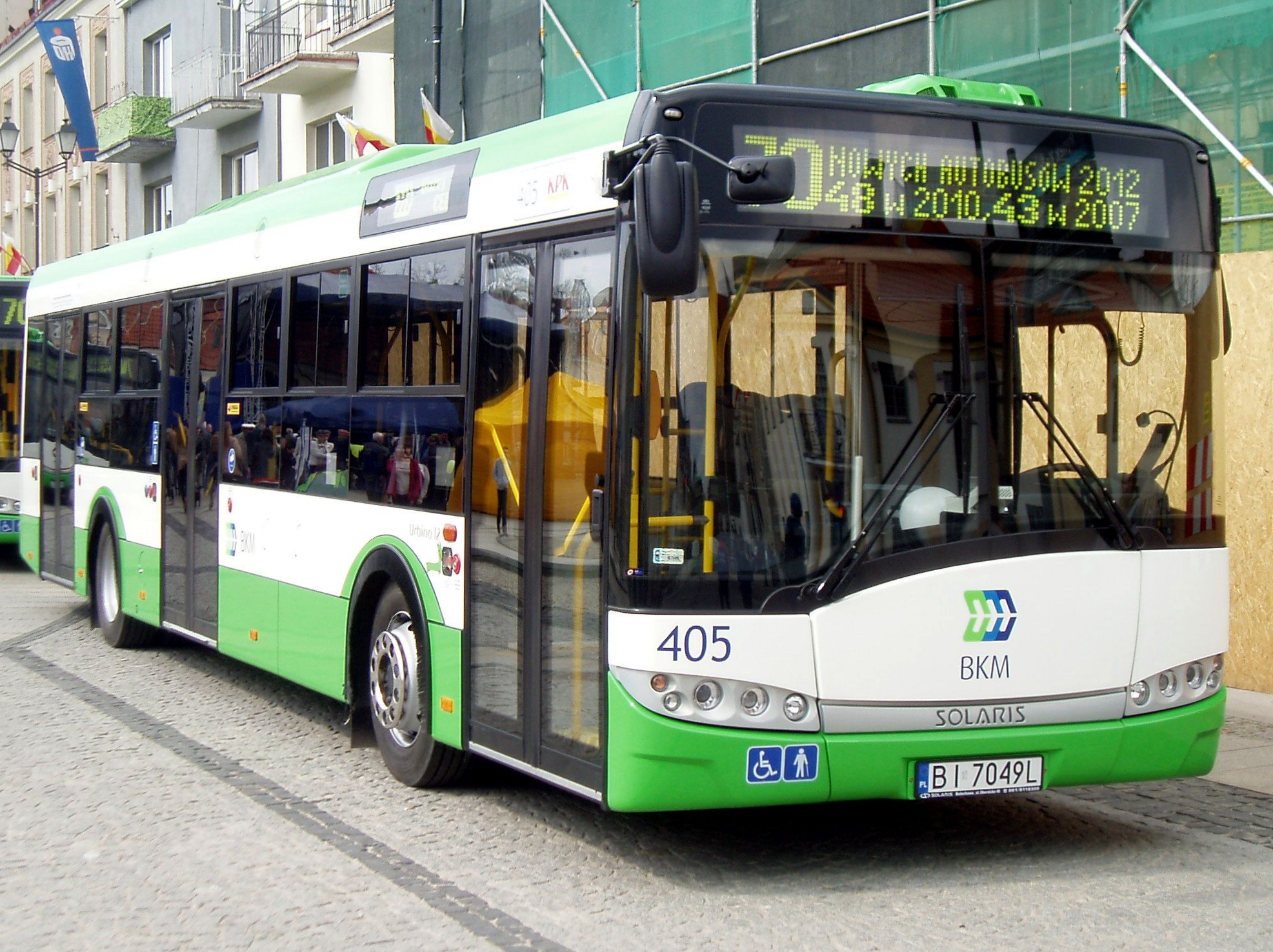
Solaris Urbino 12 w barwach KPK Białystok

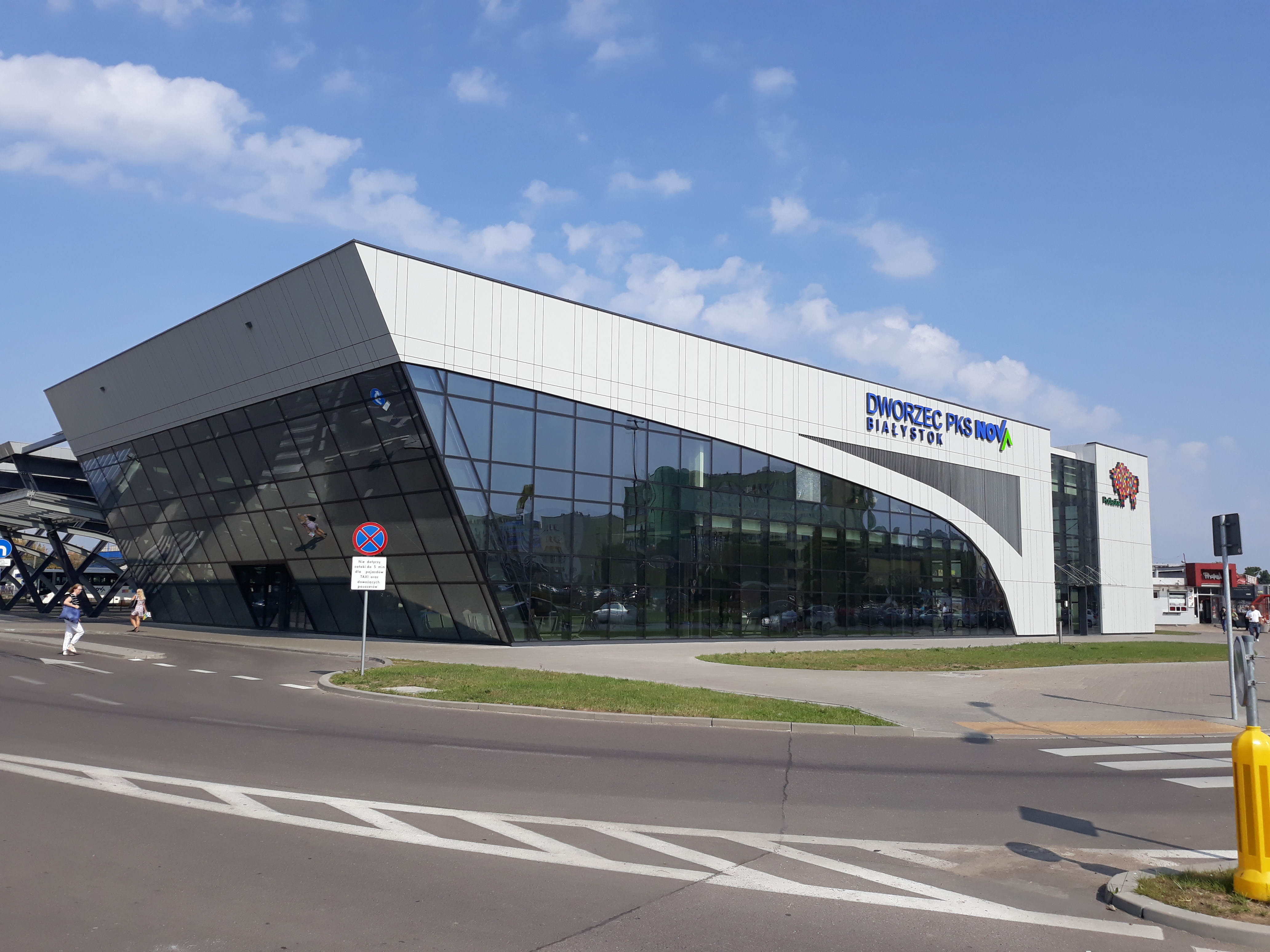
Dworzec autobusowy w Białymstoku

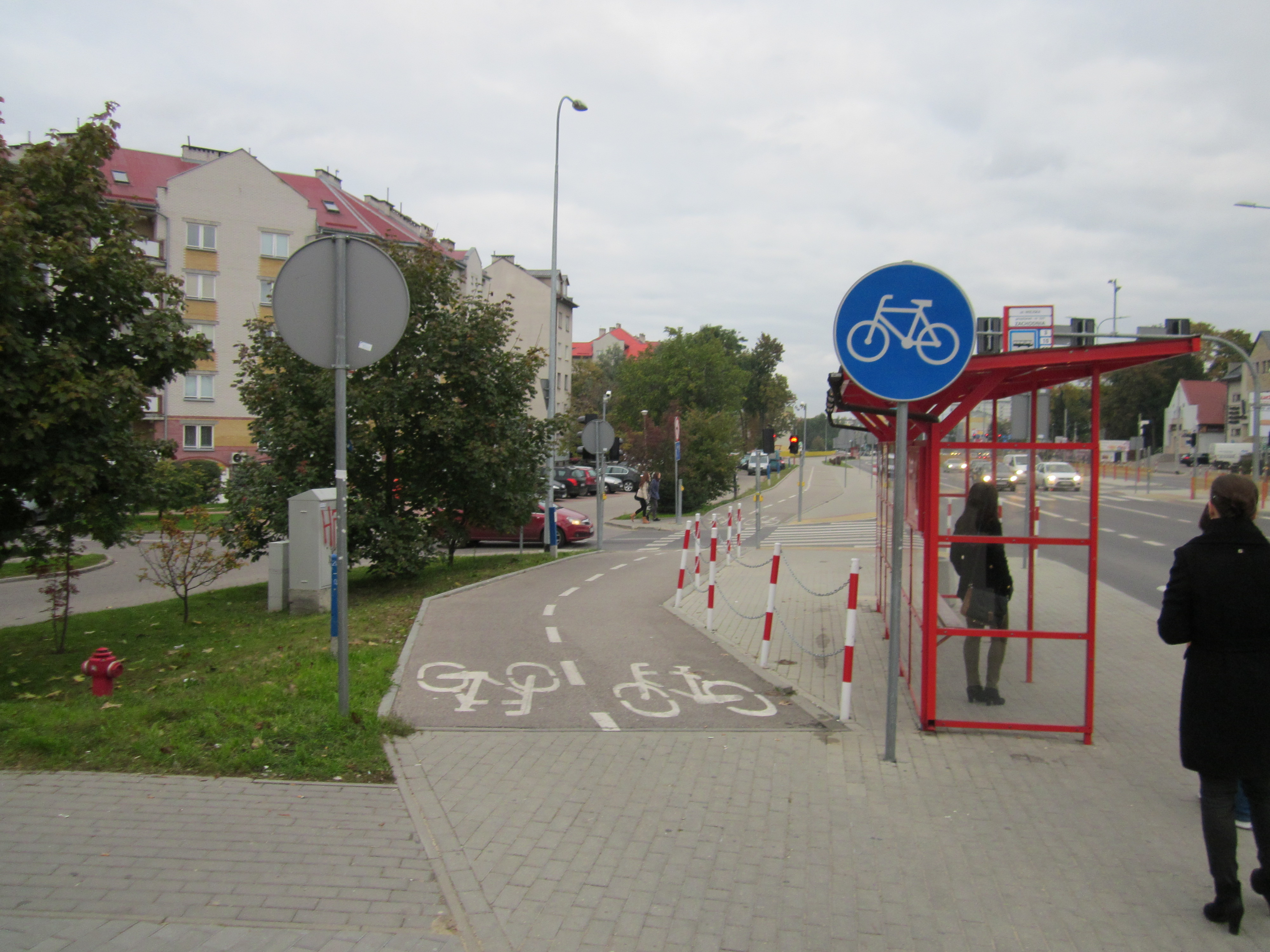
Ścieżka dla rowerów, przystanek autobusowy komunikacji miejskiej w Białymstoku przy ul. Wiejskiej

W Białymstoku i gminach ościennych, które zawarły porozumienie w sprawie wspólnej organizacji transportu publicznego, organizatorem transportu jest Zarząd Białostockiej Komunikacji Miejskiej. Białystok jest największym miastem w Polsce posiadającym tylko jeden rodzaj komunikacji miejskiej, autobusową. Na niektórych ulicach zostały wydzielone pasy dla autobusów. W 2021 roku łączna ich długość wynosiła 21,2 km. W ramach publicznego transportu zbiorowego organizowanego przez UM w Białymstoku operują trzy przedsiębiorstwa autobusowe: Komunalny Zakład Komunikacyjny, Komunalne Przedsiębiorstwo Komunikacji Miejskiej oraz Komunalne Przedsiębiorstwo Komunikacyjne, istniały także spółki Abra, BIATRA. Białostocka Komunikacja Miejska obsługuje 50 linii autobusowych, w tym 30 linii miejskich dziennych (1–30) oraz 20 linii podmiejskich (100–105, 107–109, 111–113, 122, 123, 126, 132, 142, 200–202). W czerwcu 2009 powstał Klub Miłośników Komunikacji Miejskiej w Białymstoku. Niektóre ościenne gminy posiadają własną komunikację publiczną, zapewniającą połączenie z Białymstokiem.

### Infrastruktura rowerowa
W Białymstoku wybudowano ponad 162 km dróg rowerowych. Przyjęty w połowie lat 90. XX w. tzw. AZ Plan zakładał pokrycie całego miasta gęstą siecią ścieżek, jednak część projektu nie została zrealizowana. Obecnie przy prawie każdej większej inwestycji drogowej jest tworzona wydzielona droga dla rowerów.
Liczba ścieżek rowerowych wzrasta dzięki ujmowaniu w ramach inwestycji drogowych również sąsiadujących traktów rowerowych. Przez miasto przebiega szlak rowerowy Green Velo, prowadzący przez pięć województw we wschodniej Polsce.
W 2014 roku powstał publiczny system wypożyczania rowerów BiKeR.

### Transport lotniczy
Na obszarze miasta istnieje lotnisko sportowe Aeroklubu Białostockiego. Wiele lat trwały dyskusje co do miejsca lokalizacji, celowości i zakresu działania nowego lotniska, gdyż z uwagi na położenie miasta miało ono nie mieć charakteru portu lotniczego. Na początku listopada 2017 rada miasta zadecydowała jednak, że na terenie Aeroklubu powstanie pas startowy mogący obsługiwać samoloty mieszczące do 50 pasażerów. Roboty zakończono we wrześniu 2018 roku. Droga startowa ma wymiary 1350 na 30 m (nawierzchnia utwardzona z asfaltobetonu). Powstała także płyta do zawracania samolotów, drogi kołowania, płyty postojowe, wraz z niezbędną infrastrukturą techniczną i oświetleniem. Koszt inwestycji wyniósł ponad 45 mln zł, z czego 16,1 mln zł pochodziło z budżetu województwa podlaskiego.
Decyzją z dnia 31 lipca 2009 r. zarząd województwa postanowił, iż podlaskie lotnisko regionalne będzie budowane w Sanikach, znajdujących się około 27 km od centrum Białegostoku. Planu jednak nie zrealizowano.

#### Lądowiska
Przy ulicy Marii Skłodowskiej-Curie istnieją dwa lądowiska sanitarne. Pierwsze, oddane do użytku w 2014 roku lądowisko Białystok-Szpital oraz drugie lądowisko Białystok-Szpital Wojewódzki. Około 14 km na południowy zachód od miasta leży lądowisko Turośń Kościelna.

## Kultura

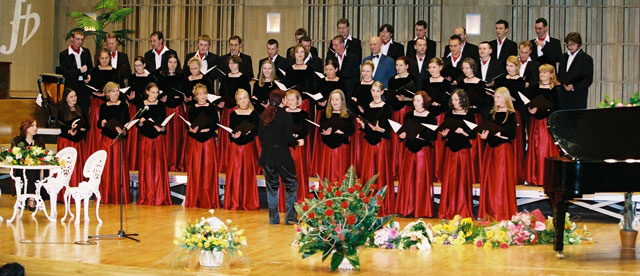
Chór Politechniki Białostockiej

W Białymstoku działa ponad 570 organizacji pozarządowych (w tym 56 towarzystw i związków m.in. Białostockie Towarzystwo Naukowe, Białoruskie Towarzystwo Społeczno-Kulturalne).
Białystok w 2010 r. przegrał rywalizację o tytuł Europejskiej Stolicy Kultury 2016. Nie znalazł się na tzw. „krótkiej liście” miast-kandydatów.

### Muzea i galerie
Białystok jest największym ośrodkiem kulturalnym w północno-wschodniej Polsce. Działa tu największe w województwie Muzeum Podlaskie, posiadające oddziały w Białymstoku (Muzeum Historyczne, Muzeum Rzeźby Alfonsa Karnego, Białostockie Muzeum Wsi), w Choroszczy (Muzeum Wnętrz Pałacowych), w Supraślu, Tykocinie oraz Bielsku Podlaskim. W Białymstoku działają także: Muzeum Wojska, Muzeum Przyrodnicze Uniwersytetu w Białymstoku oraz Muzeum Pamięci Sybiru. Mieści się tu również jedna z najlepszych polskich galerii sztuki współczesnej – Galeria Arsenał. Drugą miejską galerią jest Galeria im. Sleńdzińskich, posiadająca największy w Polsce zbiór dzieł sztuki i pamiątek archiwalnych polskiego rodu artystów z Wilna. Ponadto działa tu 19 prywatnych galerii sztuki.

### Teatry i filharmonia
Dzięki Białostockiemu Teatrowi Lalek oraz Wydziałowi Sztuki Lalkarskiej warszawskiej Akademii Teatralnej Białystok uzyskał miano polskiego centrum sztuki lalkarskiej. Oprócz BTL-u istnieje tu także Teatr Dramatyczny oraz kilkanaście teatrów prywatnych (w tym Teatr Wierszalin z Supraśla oraz Teatr K3 z Białegostoku). Miasto posiada również filharmonię. Miasto wraz z Urzędem Marszałkowskim planuje budowę Europejskiego Centrum Muzyki i Sztuki, w skład którego wchodzić mają: Opera i Filharmonia Podlaska, rozbudowany teatr lalek oraz multikino.

### Chóry
- Chór Uniwersytetu Medycznego w Białymstoku
- Chór Katedralny Carmen
- Chór Opery i Filharmonii Podlaskiej
- Chór Politechniki Białostockiej
- Chór Akademicki Uniwersytetu w Białymstoku
- Białostocki Chór Kameralny Cantica Cantamus
- Schola Cantorum Bialostociensis
- AKSION Młodzieżowy Chór Prawosławnej Katedry pw. św. Mikołaja w Białymstoku
- Chór Wyższej Szkoły Administracji Publicznej
- Chór Szkoły Muzycznej I Stopnia
- Chór Wyższej Szkoły Finansów i Zarządzania
- Chór Komendy Wojewódzkiej Policji w Białymstoku
- Młodzieżowy Chór Miasta Białegostoku

### Kina
- Helios (6 sal, 967 miejsc) – Galeria Jurowiecka
- Helios (8 sal, 1705 miejsc) – Atrium Biała
- Helios (7 sal, 1322 miejsca) – Alfa Centrum
- Kino Forum (1 sala)
- Kino Camera Cafe Kino Pokój (1 sala, 49 miejsc)[115]
- Kino Ton (1 sala, 410 miejsc) – kino[116]
- Kino Studenckie (1 sala) – nieczynne do odwołania
- Kino Pokój (2 sale, 648 miejsc) – kino zlikwidowane
- Kino Syrena – zlikwidowane

### Biblioteki
Na terenie Białegostoku znajduje się 17 czynnych bibliotek:

- Książnica Podlaska[117]
- Dział zbiorów specjalnych – Czytelnia i Wypożyczalnia Książki Mówionej[117]
- Filia nr 1 Książnicy Podlaskiej[118]
- Filia nr 2 Książnicy Podlaskiej[119]
- Filia nr 3 Książnicy Podlaskiej[120]
- Filia nr 4 Książnicy Podlaskiej[121]
- Filia nr 5 Książnicy Podlaskiej[122]
- Filia nr 6 Książnicy Podlaskiej[123]
- Filia nr 7 Książnicy Podlaskiej[124]
- Filia nr 8 Książnicy Podlaskiej[125]
- Filia nr 9 Książnicy Podlaskiej[126]
- Filia nr 11 Książnicy Podlaskiej[127]
- Filia nr 12 Książnicy Podlaskiej[128]
- Filia nr 13 Książnicy Podlaskiej[129]
- Filia nr 14 Książnicy Podlaskiej[130]
- Filia nr 15 Książnicy Podlaskiej[131]
- Filia nr 17 Książnicy Podlaskiej[132]

### Inne ośrodki kultury
W Białymstoku działa kilkanaście bibliotek. Największe z nich to Książnica Podlaska oraz Biblioteka Uniwersytecka. Osoby starsze i niepełnosprawne mogą bezpłatnie korzystać z biblioteki Fundacji Edukacji i Twórczości, która oferuje usługę „Książka na telefon” skierowaną do osób niebędących w stanie dotrzeć osobiście do wypożyczalni. Pozostałe instytucje kulturalne to m.in. Białostocki Ośrodek Kultury, Centrum Kultury Prawosławnej, Centrum im. Ludwika Zamenhofa w Białymstoku, Dom Kultury „Śródmieście”, Podlaski Instytut Kultury oraz Młodzieżowy Dom Kultury.

### Imprezy cykliczne
Festiwal Podlaska Oktawa Kultur

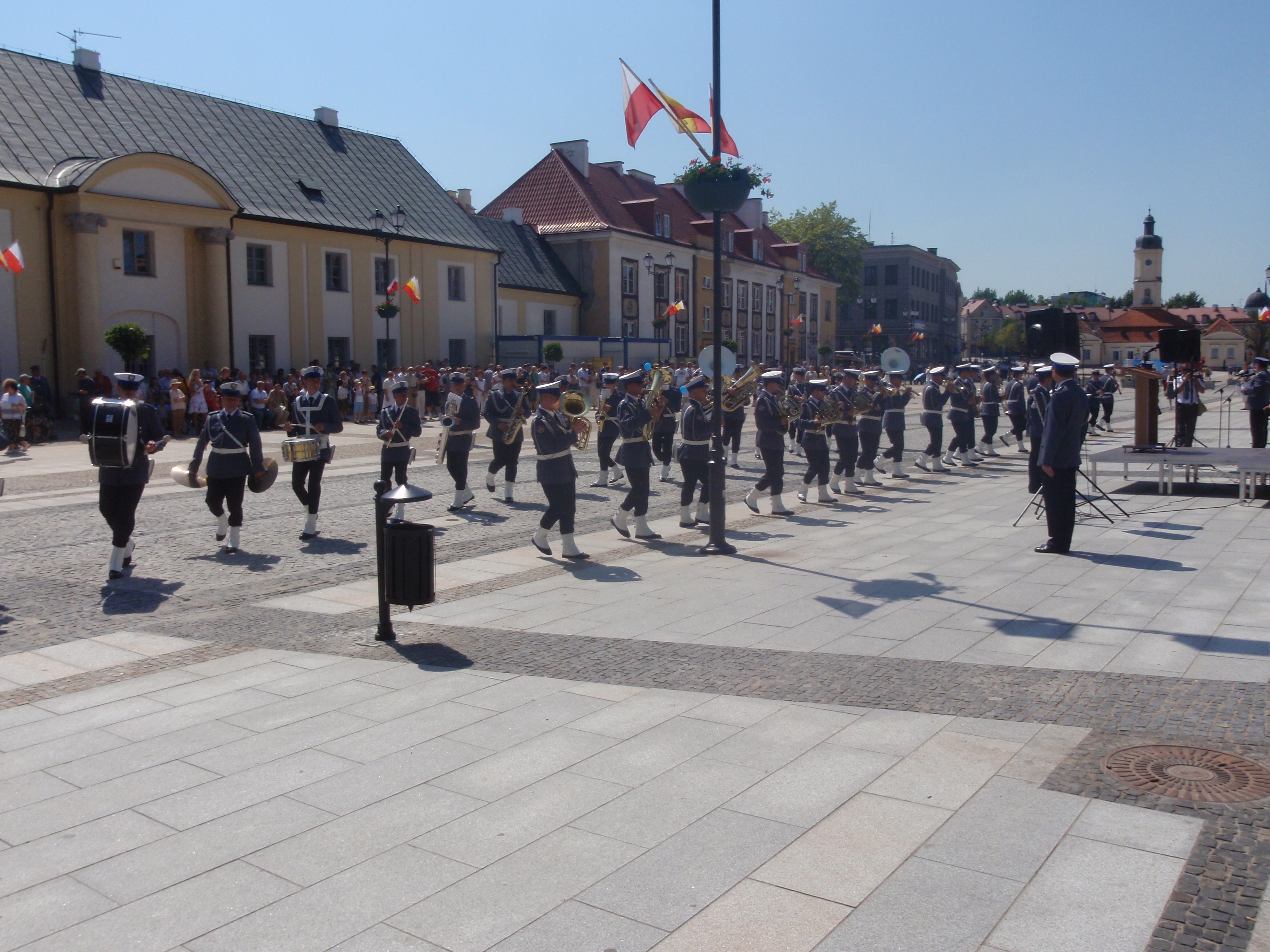
Obchody święta Policji w Białymstoku

- Białysztuk – prezentacja inicjatyw teatralnych (od 2005)
- Festiwal Przedsiębiorczości BOSS w Białymstoku (od 2003)[133][134]
- Międzynarodowy Dzień Teatru
- Międzynarodowy Festiwal Szkół Lalkarskich (od 2002)[135]
- Original Source Up To Date – festiwal muzyki elektronicznej i hip-hopowej
- Podlaskie Spotkania Teatrów Lalkowych
- Dni Hiszpańskie w Białymstoku
- Dni Kultury Studenckiej – Juwenalia
- Dni Miasta Białegostoku
- Dni Sztuki Współczesnej
- Dzień Munduru – piknik rekonstrukcyjny
- Klub Sztuki Opery i Filharmonii Podlaskiej
- Jesień z Bluesem
- Zaduszki Bluesowe
- Białostockie Spotkania Folkowe
- Festiwalu Polskiej Kultury Niezależnej UNDERGROUND.pl
- Filmowe Podlasie Atakuje
- Pokazy filmowe Szorty i Cinema Off
- Podlaski Festiwal Krótkich Filmów Niezależnych ŻubrOFFka
- Międzynarodowy Konkurs Duetów Fortepianowych
- Białostockie Dni Muzyki Cerkiewnej
- Międzynarodowy Festiwal Hajnowskie Dni Muzyki Cerkiewnej (tylko koncert galowy)
- Międzynarodowy Festiwal Muzyki Cerkiewnej – Hajnówka[136]
- Ogólnopolski Konkurs Młodych Dyrygentów im. Witolda Lutosławskiego
- Letnie Koncerty w Ogrodach Branickich
- Katedralne Koncerty Organowe
- Dni Kultury Chrześcijańskiej
- Liga Kabaretów Białostockiej Pustyni Kabaretowej
- Białostockie Dni Zamenhofa
- Białostocka Wiosna Muzyczna
- Festiwal Muzyki Barokowej
- Moniuszkowski Festiwal Podlasia
- Międzynarodowy Przegląd Orkiestr Dętych
- „Frankofonia na Wiosnę”
- Festiwal Piosenki Żeglarskiej Kopyść
- Międzynarodowy Turniej Tańca „Złote Pantofelki”
- Białostocka Masa Krytyczna
- Podlaski Festiwal Nauki i Sztuki
- Tydzień Nauk Humanistycznych
- Centralia
- Dzień Kultury Ulicy
- Rap Piknik – przegląd różnych nurtów kultury hip-hopowej
- Ulica Dla Hospicjum
- MyStage Rock Festival – przegląd młodych zespołów rockowych
- Marsz Godności Osób Niepełnosprawnych – Inicjatorem jest Stowarzyszenie Wspierania Aktywności Niepełnosprawnych Intelektualnie „AKTYWNI”
- Wampiriada – studenckie honorowe krwiodawstwo[137]
- Festiwal Światła i Sztuki Ulicy – Lumo Bjalistoko[138]

Festiwale mniejszości narodowych:
- Ogólnopolski Festiwal „Piosenka Białoruska”
- Festiwal Piosenki Polskiej i Białoruskiej „Białystok – Grodno”
- Święto Kultury Białoruskiej
- Dni Kultury Rosyjskiej
- Festiwal Kultury Ukraińskiej Na Podlasiu „Podlaska Jesień”

## Bezpieczeństwo publiczne
W Białymstoku znajduje się utworzony w 1996 zakład karny. Pojemność jednostki wynosi 296 miejsc. Przy ulicy Warszawskiej 3 istniało Centrum Powiadamiania Ratunkowego. Zostało przeniesione do Zaścianek.

### Szpitale publiczne
- Uniwersytecki Szpital Kliniczny (tworzą go 3 szpitale)
- Wojewódzki Szpital Zespolony im. J. Śniadeckiego
- Samodzielny Szpital Miejski im. PCK
- Uniwersytecki Dziecięcy Szpital Kliniczny im. L. Zamenhofa
- Białostockie Centrum Onkologii im. M. Skłodowskiej-Curie
- Szpital MSWiA im. Mariana Zyndrama-Kościałkowskiego[141]

### Szpitale niepubliczne
Prywatna Klinika Położniczo-Ginekologiczna – ul. Parkowa 6

## Oświata i nauka

### Uczelnie
- Politechnika Białostocka
- Uniwersytet Medyczny w Białymstoku
- Uniwersytet Muzyczny Fryderyka Chopina w Warszawie filia w Białymstoku
- Uniwersytet w Białymstoku
- Akademia Teatralna w Warszawie filia w Białymstoku
- Archidiecezjalne Wyższe Seminarium Duchowne w Białymstoku
- Papieski Wydział Teologiczny Sekcja św. Jana Chrzciciela Studium Teologii w Białymstoku
- Wyższa Szkoła Administracji Publicznej w Białymstoku
- Wyższa Szkoła Ekonomiczna w Białymstoku
- Wyższa Szkoła Finansów i Zarządzania w Białymstoku
- Wyższa Szkoła Medyczna w Białymstoku
- Wyższa Szkoła Menedżerska w Białymstoku
- Wyższa Szkoła Gospodarowania Nieruchomościami w Warszawie wydział zamiejscowy w Białymstoku
- Wyższa Szkoła Wychowania Fizycznego i Turystyki w Białymstoku
- Niepaństwowa Wyższa Szkoła Pedagogiczna w Białymstoku
- Nauczycielskie Kolegium Rewalidacji, Resocjalizacji i Wychowania Fizycznego w Białymstoku
- Niepubliczna Szkoła Muzyczna I i II Stopnia im. Anny German w Białymstoku

### Instytucje naukowo-badawcze
- Jednostki Instytutu Rozrodu Zwierząt i Badań Żywności PAN w Olsztynie: Zakład Profilaktyki Chorób Metabolicznych oraz Zakład Biologii i Patologii Rozrodu Człowieka
- Oddział Instytutu Meteorologii i Gospodarki Wodnej w Warszawie
- Stacja Doświadczalna Instytutu Ochrony Roślin w Poznaniu
- Zakład Doświadczalny Instytutu Energetyki w Warszawie
- Podlaskie Laboratorium Oceny Mleka
- Centrum Doskonałości Zrównoważonego Rozwoju i Zarządzania Środowiskiem PB
- Centrum Innowacji i Transferu Technologii PB
- Wschodni Ośrodek Transferu Technologii UwB
- Oddział Instytutu Pamięci Narodowej
- Regionalny Ośrodek Badań i Dokumentacji Zabytków
- Ośrodek Diagnostyczno-Badawczy Chorób Przenoszonych Drogą Płciową
- Oddział Krajowej Stacji Chemiczno-Rolniczej
- Oddział Krajowego Centrum Hodowli Zwierząt w Warszawie
- Pracownia Badań Żywności Genetycznie Modyfikowanej WSSE w Białymstoku (bada żywność także w województwach warmińsko-mazurskim, pomorskim oraz mazowieckim)

### Historia oświaty

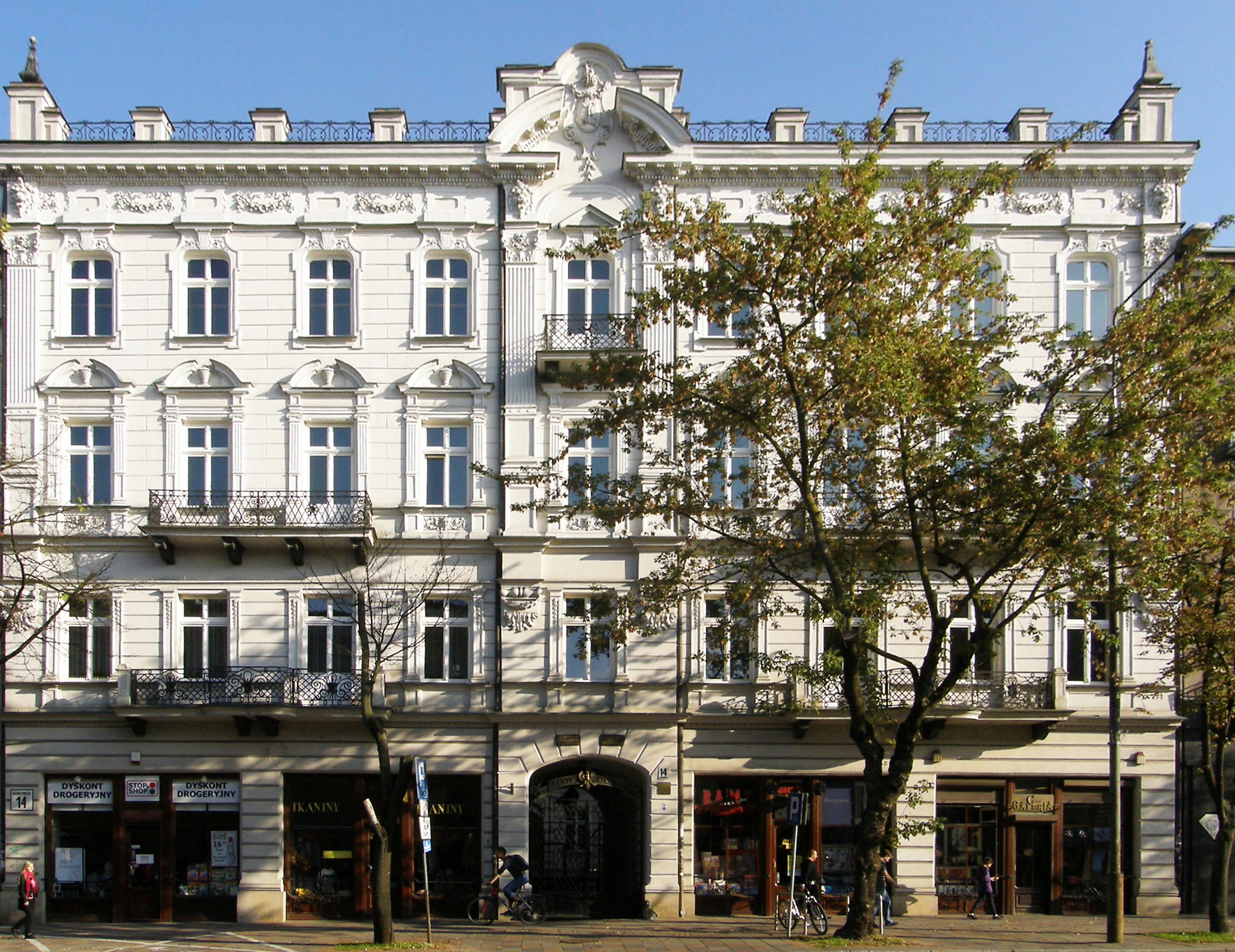
Kamienica czynszowa przy ul. Sienkiewicza 14, obecnie w gestii Akademii Teatralnej im. A. Zelwerowicza – Wydział Sztuki Lalkarskiej z siedzibą w Warszawie

We wrześniu i listopadzie 1939 roku w Białymstoku było 55 szkół wszystkich typów, w tym 6 gimnazjów państwowych, 6 gimnazjów prywatnych, liceum pedagogiczne i liceum handlowe. Po wejściu Białegostoku w skład Białoruskiej SRR władze radzieckie na ich bazie w roku szkolnym 1940/1941 zaczęły tworzyć technika, „dziesięciolatki”, „siedmiolatki” i szkoły początkowe. Wszystkie szkoły prywatne upaństwowiono. W ten sposób starano się upodobnić szkolnictwo do systemu panującemu w innych częściach ZSRR. Zmiany przerwał wybuch wojny niemiecko-radzieckiej. Najstarszą uczelnią w Białymstoku jest Uniwersytet Medyczny (zał. 1950, 3900 studentów), zarządzający dwoma szpitalami klinicznymi: Uniwersyteckim Dziecięcym Szpitalem Klinicznym i Uniwersyteckim Szpitalem Klinicznym. Dzięki Klinice Ginekologii UMB (pierwsze w Polsce zapłodnienie in vitro) oraz Kriobankowi Białystok jest znanym ośrodkiem leczenia niepłodności. Do grona najlepszych w Polsce placówek badających alergie pokarmowe należy III Klinika Chorób Dziecięcych UMB. Politechnika Białostocka powstała w 1964 r. i obecnie jest największą uczelnią techniczną (15 tys. studentów) w północno-wschodniej Polsce. W 1968 r. powstała filia Uniwersytetu Warszawskiego, która w 1997 r. przekształcona została w samodzielny Uniwersytet w Białymstoku (16 tys. studentów). Jest to największa uczelnia w województwie podlaskim. Białostockie środowisko muzyczne dążyło do utworzenia uczelni muzycznej, mającej być kontynuatorką tradycji Konserwatorium Wileńskiego. Udało się to w 1974 roku. Powstała wtedy filia warszawskiej Państwowej Wyższej Szkoły Muzycznej (później Akademii Muzycznej im. Fryderyka Chopina). Filia dostała już od macierzystej uczelni zgodę na usamodzielnienie się. W 1975 r. powstał Wydział Sztuki Lalkarskiej Akademii Teatralnej im. A. Zelwerowicza w Warszawie, który z Białostockim Teatrem Lalek, rozsławił miasto i uczynił je polskim centrum sztuki lalkarskiej. Po 1990 roku w Białymstoku zaczęły powstawać uczelnie prywatne (obecnie jest ich 12), są to m.in. Wyższa Szkoła Finansów i Zarządzania (zał. 1993, jedna z najlepszych niepaństwowych uczelni magisterskich w Polsce) oraz Wyższa Szkoła Ekonomiczna (1996). Uczelnie niepubliczne – Wyższa Szkoła Administracji Publicznej w Białymstoku 1996, najlepsza polska uczelnia zawodowa 2005 i 2007 r. według rankingu „Rzeczpospolitej” i „Perspektyw”. Została założona przez Fundację Rozwoju Demokracji Lokalnej. Od roku akademickiego 2008/2009 istnieje tam możliwość kształcenia na studiach drugiego stopnia (studia magisterskie) na kierunku „administracja”. W Białymstoku działa również Archidiecezjalne Wyższe Seminarium Duchowne, a także Sekcja św. Jana Chrzciciela Papieskiego Wydziału Teologicznego, która prowadzi Studium Teologii.

## Religia
Według Narodowego Spisu Powszechnego w 2021 roku 74,76% mieszkańców Białegostoku deklarowało się jako osoby wierzące, w tym 63,72% należało do Kościoła rzymskokatolickiego, a 10,26% do Polskiego Autokefalicznego Kościoła Prawosławnego; 5,79% osób nie należało do żadnego wyznania, 19,33% osób odmówiło odpowiedzi na pytanie.

### Chrześcijaństwo

#### Katolicyzm
Miasto jest stolicą metropolii i archidiecezji białostockiej Kościoła rzymskokatolickiego. Powstanie diecezji, a następnie archidiecezji i metropolii białostockiej zakończyło okres tymczasowej administracji kościelnej na ziemiach Białostocczyzny należących przez wieki do diecezji wileńskiej, a które po II wojnie światowej pozostały w granicach Polski. Papież Jan Paweł II w dniu 5 czerwca 1991 r., w czasie wizyty w Białymstoku ogłosił decyzję o utworzeniu diecezji białostockiej. W dniu 25 marca 1992 r. Jan Paweł II w bulli Totus Tuus Poloniae populus dokonał reorganizacji metropolii i diecezji polskich. Dokumentem tym podniósł diecezję białostocką do rangi archidiecezji i ustanowił metropolię białostocką, składającą się z archidiecezji białostockiej oraz diecezji łomżyńskiej i drohiczyńskiej. Utworzenie diecezji białostockiej (1991) i podniesienie jej do rangi arcybiskupstwa, a Białegostoku do godności stolicy metropolii (1992), było ukoronowaniem procesu usamodzielniania się tego Kościoła lokalnego. Pierwszym arcybiskupem metropolitą białostockim w dniu 25 marca 1992 r. został mianowany dotychczasowy biskup białostocki dr Edward Kisiel, któremu papież w czasie uroczystej mszy w bazylice św. Piotra na Watykanie w dniu 29 czerwca 1992 r. wręczył paliusz arcybiskupi. Abp Kisiel poprowadził uroczysty ingres do bazyliki metropolitalnej białostockiej 4 października 1992 r. Miasto posiada 36 parafii, które znajdują się 6 dekanatach. W Białymstoku znajduje się również Archidiecezjalne Wyższe Seminarium Duchowne oraz filia Papieskiego Wydziału Teologicznego. Na Uniwersytecie w Białymstoku istnieje Międzywydziałowa Katedra Teologii Katolickiej.
Działalność prowadzi tu ponadto parafia greckokatolicka Trójcy Świętej.

#### Prawosławie
Miasto jest stolicą diecezji białostocko-gdańskiej Polskiego Autokefalicznego Kościoła Prawosławnego.
Białystok jest największym skupiskiem wyznawców prawosławia w Polsce. Istnieje tu 12 parafii prawosławnych (w tym 1 wojskowa). Działają m.in. Centrum Kultury Prawosławnej, Radio Orthodoxia, Bractwo Świętych Cyryla i Metodego, Bractwo Młodzieży Prawosławnej, Chór AKSION oraz Prawosławny Ośrodek Miłosierdzia ELEOS. Diecezja posiada także własną przychodnię. Wydawane są czasopisma: „Arche. Wiadomości Bractwa”, „Fos” oraz „Przegląd Prawosławny”. Odbywają się liczne prawosławne festiwale, m.in. Międzynarodowy Festiwal „Hajnowskie Dni Muzyki Cerkiewnej” oraz Białostockie Dni Muzyki Cerkiewnej. W strukturach Uniwersytetu w Białymstoku działa Katedra Teologii Prawosławnej. W pobliskim Supraślu znajduje się Akademia Supraska oraz męski klasztor Zwiastowania Bogurodzicy, a w podbiałostockiej wsi Zwierki – żeński klasztor Narodzenia Bogurodzicy.
W Białymstoku znajduje się największa w Polsce świątynia prawosławna, cerkiew Świętego Ducha. W 2007 w mieście utworzono Prawosławną Szkołę Podstawową im. Świętych Cyryla i Metodego.

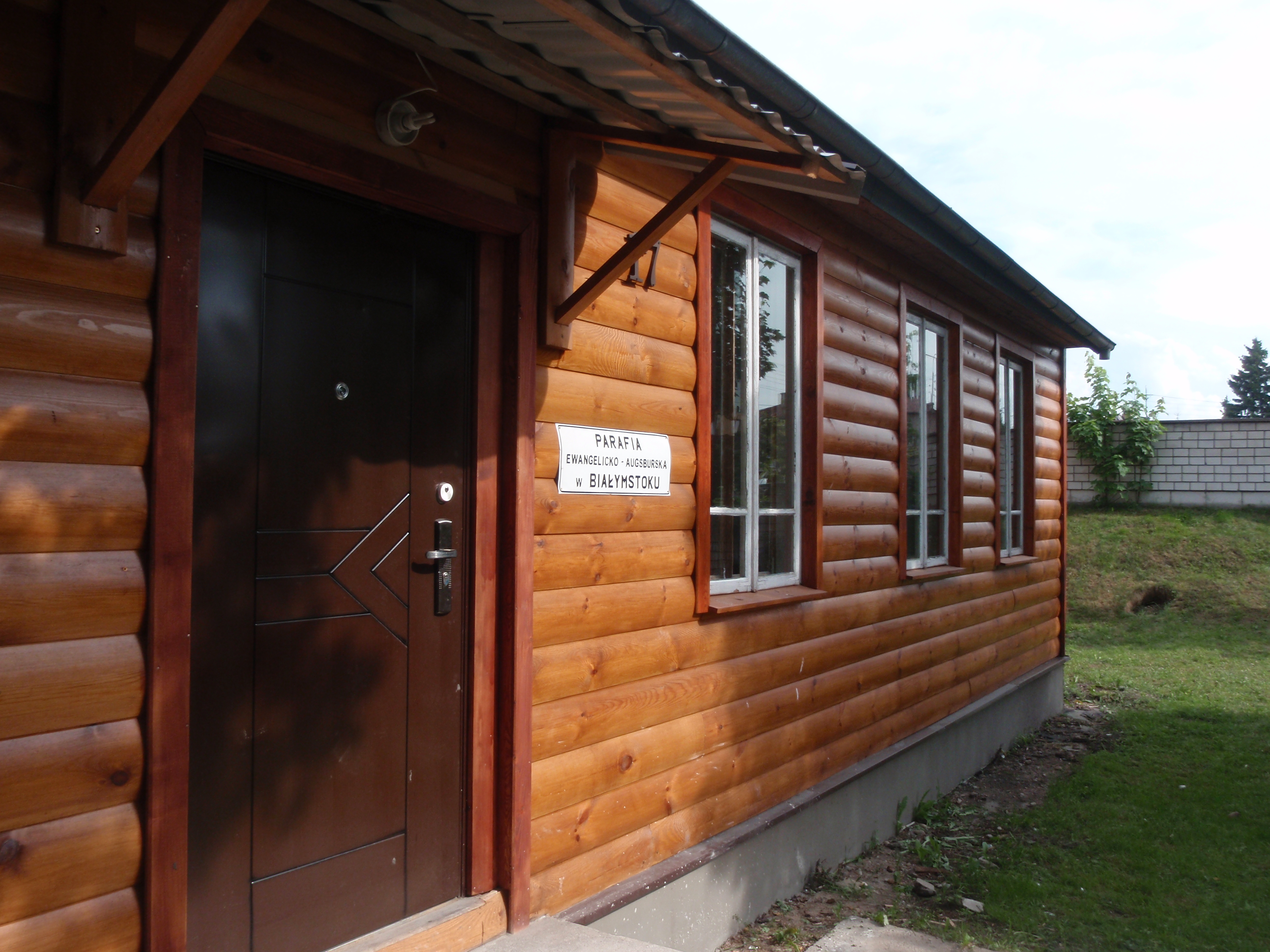
Kaplica ewangelicko-augsburska

#### Protestantyzm
W Białymstoku działalność prowadzą następujące kościoły protestanckie:
- Chrześcijańska Wspólnota Ewangeliczna – placówka misyjna w Białymstoku[145]
- Kościół Adwentystów Dnia Siódmego w RP – zbór w Białymstoku[146]
- Kościół Boży w Chrystusie – Wspólnota Chrześcijańska „Słowo Życia”[147]
- Kościół Chrześcijan Baptystów w RP – Zbór w Białymstoku, Zbór „Droga Zbawienia”, Zbór „Wspólnota Dobrej Nadziei”[148]
- Kościół Chrześcijan Pełnej Ewangelii „Obóz Boży” – Kościół „Dzień Zbawienia”[149]
- Kościół Chwały – Kościół Chwały w Białymstoku[150]
- Kościół Ewangelicko-Augsburski w RP – parafia w Białymstoku[151]
- Kościół Zielonoświątkowy w RP – I Zbór w Białymstoku[152][153], Zbór „Dobra Nowina”[152][154]
- Religijne Towarzystwo Przyjaciół w Polsce – Wspólnota Religijnego Towarzystwo Przyjaciół w Białymstoku[155]

#### Restoracjonizm
- Świadkowie Jehowy – 8 zborów (Białystok–Antoniuk, Białystok–Dziesięciny, Białystok–Grabówka, Białystok–Nowe Miasto, Białystok–Rosyjski, Białystok–Słoneczny Stok, Białystok–Śródmieście (w tym grupa j. migowego) Białystok–Zielona Wzgórza), korzystających z 2 Sal Królestwa (ul. Ekologiczna 9, ul. Niska 1A)[156].
- Zrzeszenie Wolnych Badaczy Pisma Świętego – zbór Białystok[157]

### Islam
W stolicy województwa mieszkają również muzułmanie, jest ich ponad 2 tys. (gł. Tatarzy). Siedzibę ma tu Muzułmańska Gmina Wyznaniowa, należąca do Muzułmańskiego Związku Religijnego, która w lutym 2021 otworzyła meczet. W mieście działa ponadto Oddział Podlaski Ligi Muzułmańskiej w RP, prowadzący Centrum Kultury Islamu. Funkcjonują organizacje islamskie, takie jak Stowarzyszenie Studentów Muzułmańskich oraz Muzułmańskie Stowarzyszenie Kształtowania Kulturalnego. Wydawane jest czasopismo „Pamięć i trwanie”.

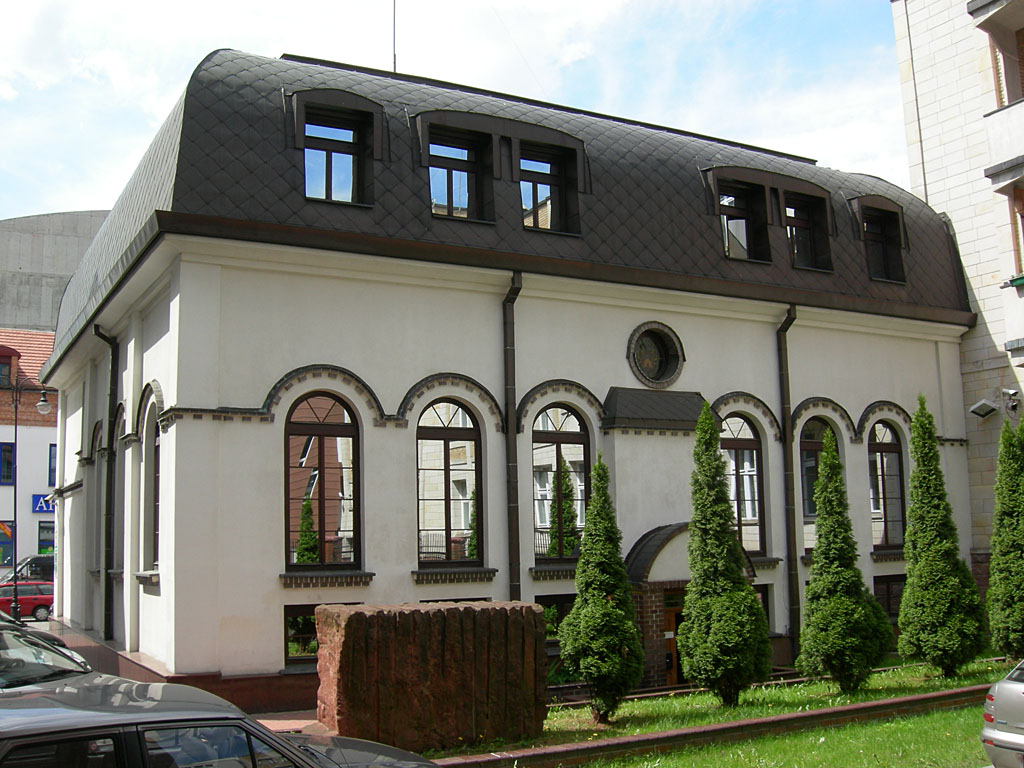
Dawna Synagoga Piaskower

### Judaizm
W 1931 r. w Białymstoku mieszkało 40 tysięcy Żydów na ok. 100 tysięcy mieszkańców, funkcjonowało ponad 60 synagog oraz innych placówek żydowskich. W 2008 r. w mieście z inicjatywy Fundacji Uniwersytetu w Białymstoku utworzono turystyczno-edukacyjny Szlak Dziedzictwa Żydowskiego.

### Buddyzm
- Buddyjski Związek Diamentowej Drogi Linii Karma Kagyu – Ośrodek w Białymstoku[163]

### Bön
- Ligmincha Polska – Ośrodek w Białymstoku[164]

### Baha’i
Pierwsze artykuły o bahaitach w lokalnej prasie ukazały się w drugiej połowie 1991 r. po wizytach bahaitów esperantystów oraz innych nauczycieli z Polski i zza granicy. W lipcu 1992 r. pierwszym białostockim bahaitą został Jan Zimnoch. We wrześniu utworzone zostało pierwsze Lokalne Zgromadzenie Duchowe składające się z dziewięciu dorosłych bahaitów, w tym czterech czarnoskórych studentów medycyny. W październiku 1992 r. odbyła się na terenie Szkoły Gastronomicznej Jesienna Szkoła Baha’i, na którą przyjechało kilkadziesiąt osób z Polski i zza granicy. W kolejnych latach bahaici organizowali kameralne spotkania modlitewne, spotykali się na świętach, uczestniczyli też w międzynarodowych projektach, m.in. spotykali się z bahaitami ze wspólnot Białorusi, Litwy, Łotwy, Estonii, Rosji i Ukrainy. W Polsce mieszka ok. 400 wyznawców, z czego kilkunastu w Białymstoku.

## Sport i rekreacja

### Kluby i organizacje sportowe
Lista drużyn biorących udział w rozgrywkach wojewódzkich i ogólnopolskich (stan na 27.09.2020 r.):
| Klub                           | Sport                                | Data powstania | Stadion/Boisko/Hala                                    | Strona www |
| ------------------------------ | ------------------------------------ | -------------- | ------------------------------------------------------ | ---------- |
| Jagiellonia Białystok          | Piłka nożna                          | 1920           | Stadion Miejski w Białymstoku                          | www        |
| Hetman Białystok               | Piłka nożna                          | 1948           | boisko boczne przy Stadionie Miejskim w Białymstoku    | www        |
| MOSP Białystok                 | Piłka nożna                          | 1996           | boiska przy ul. Świętokrzyskiej                        | www        |
| Piast Białystok                | Piłka nożna                          | 1997           | boisko boczne przy Stadionie Miejskim w Białymstoku    | www        |
| Włókniarz Białystok            | Piłka nożna                          | 1947           |                                                        | www        |
| Włókniarz Białystok            | Piłka nożna (sekcja żeńska)          | 1947           | boisko boczne przy Stadionie Miejskim w Białymstoku    | www, www   |
| PKK Żubry Białystok            | Koszykówka                           | 2003           | Hala sportowa VI LO                                    | www        |
| Lowlanders Białystok           | Futbol amerykański                   | 2006           | boisko boczne przy Stadionie Miejskim w Białymstoku    | www        |
| Rugby Białystok                | Rugby                                | 2014           | boisko boczne przy Stadionie Miejskim w Białymstoku    | www        |
| Husaria Białystok              | Hokej na lodzie                      | 2004           | Lodowisko BOSiR                                        | www        |
| Podlasie Białystok             | Lekka atletyka                       | 1962           | Stadion „Zwierzyniec” w Białymstoku                    | www        |
| MKS Juvenia Białystok          | Pływanie, Short Track, Lekkoatletyka | 1957           | Basen przy ul. Zwycięstwa („Mleczak”), Lodowisko BOSiR | www        |
| BAS Białystok                  | Siatkówka                            | 2010           | Hala ZSR                                               | www        |
| Futbalo Białystok              | Futsal                               | 2019           | Hala SP nr 8                                           | www        |
| Jagiellonia Białystok (futsal) | Futsal                               | 2023           | Hala ZSM                                               | www        |
| BAF Bonito Białystok           | Futsal                               | 2019           | Hala SP nr 24                                          | www        |
| Helios Białystok               | Futsal                               | 1998           | Hala Zespołu Szkół Mechanicznych w Białymstoku         | www        |
| MOKS Słoneczny Stok Białystok  | Futsal, Tenis stołowy, Piłka ręczna  | 1998           | Hala Zespołu Szkół Mechanicznych w Białymstoku         | www        |
| UKS Dojlidy Białystok          | Tenis stołowy                        |                | Hala ZSR                                               | www        |

- Fundacja Białystok Biega – organizator imprez sportowych, głównie biegowych.
- Cresovia Białystok – kajakarstwo
- Klub Judo Politechniki Białostockiej[167] – judo
- Jagiellonia Judo Club Białystok[168]- judo
- Human Białystok[169] – Kick-boxing
- AZS WSFiZ
- AZS PB
- AZS WSAP
- Aeroklub Białostocki – szybownictwo, skoki spadochronowe
- Stowarzyszenie Klub Balonowy Białystok
- Automobilklub Podlaski
- Białostocki Ośrodek Sportu i Rekreacji – tenis ziemny, lodowisko, lekka atletyka
- Podlaski Klub Taekwondo „So-san” – karate
- Białostocki Ośrodek Japońskich Sztuk Walki „SHOBUKAI” – karate
- Podlaskie Stowarzyszenie Sportu Osób Niepełnosprawnych „Start” Białystok – tenis, siatkówka, lekka atletyka, pływanie
- Kaisho Karate Klub – karate Shotokan/WKF
- Międzyszkolny Osiedlowy Klub Sportowy „Słoneczny Stok” – tenis stołowy, piłka ręczna, lekka atletyka
- Akademia Piłkarska „Talent” – piłka nożna
- Białostocki Klub Karate Kyokushin „KANKU” – karate
- Młodzieżowy Klub Sportowy „Batory 18” – koszykówka; klub utworzony 23 października 2013, spotkania rozgrywane są w hali sportowej w Zespole Szkolno-Przedszkolnym nr 5 przy ul. Magnoliowej 13[170].
- UKS 19 Bojary Białystok – lekka atletyka
- Juvenia Białystok – lekka atletyka, łyżwiarstwo szybkie
- LUKS Atletic Białystok- lekka atletyka
- UKS Wygoda Białystok – kolarstwo, piłka nożna[171]
- Stowarzyszenie Gimnastyki Artystycznej i Tańca „BIS” – gimnastyka artystyczna, gimnastyka sportowa, taniec sportowy
- Podlaski Klub Paralotniowy – paralotniarstwo
- Klub Biegowy „Pędziwiatr” – bieganie
- YMAA Białystok – chińskie sztuki walki – Taijiquan i Shaolin

### Wydarzenia sportowe – cykliczne
- Białystok Półmaraton (od 2013)[172]
- Białystok Biega (od 2011)[173]
- Ekiden – sztafeta maratońska (od 2015)[174]
- Hero Run – bieg z przeszkodami (od 2016)[175]

### Obiekty sportowo-rekreacyjne
Stadiony i hale sportowe

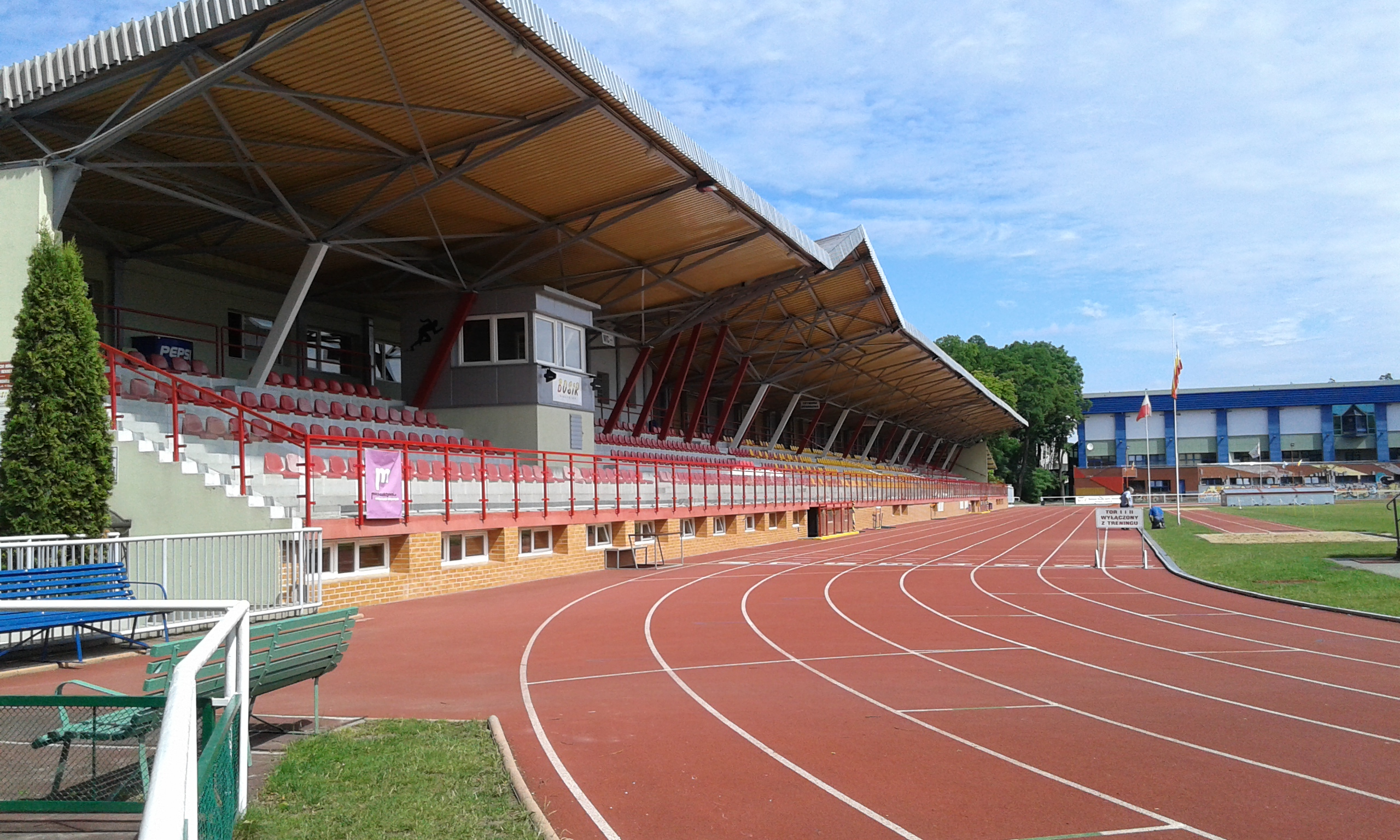
Stadion BOSiR „Zwierzyniec”

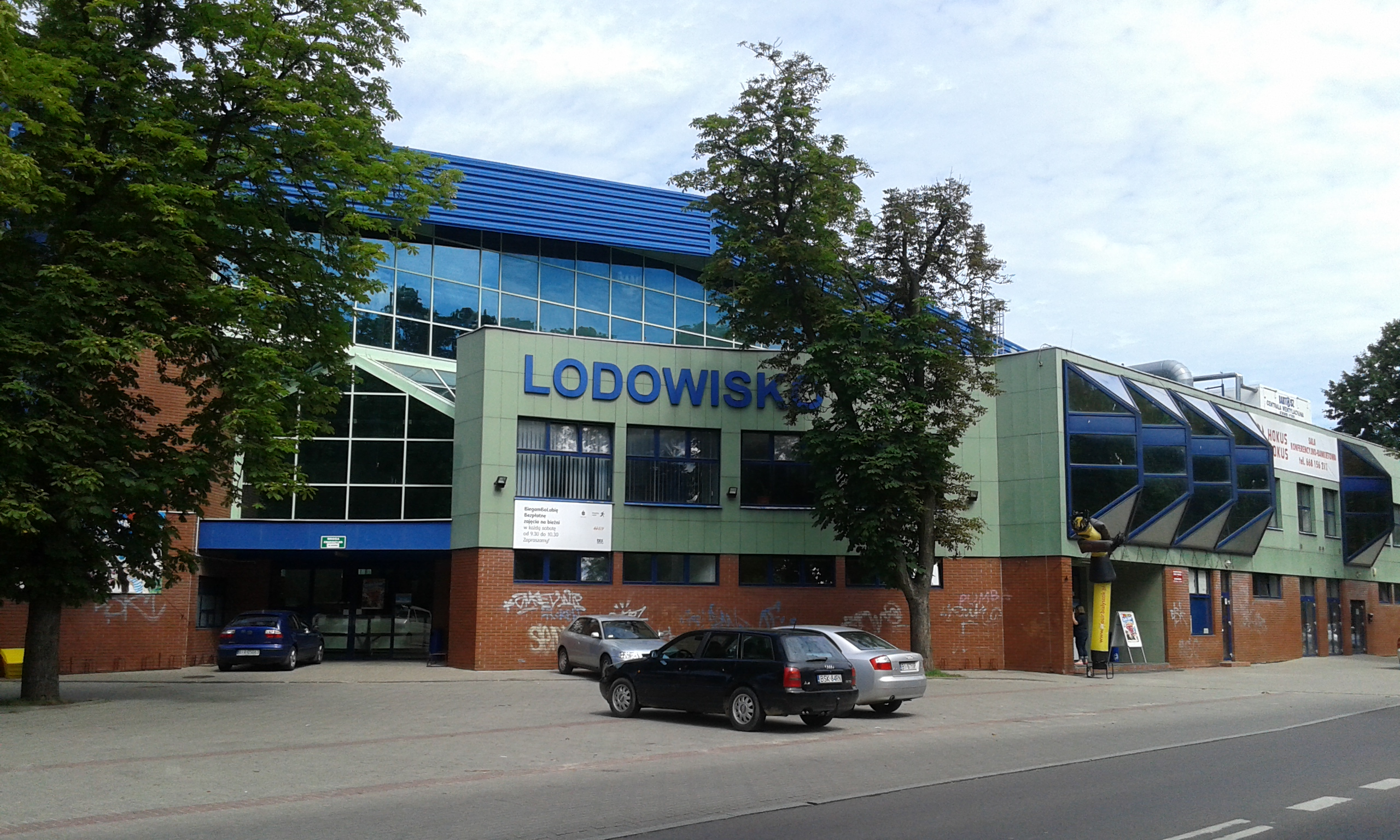
Lodowisko BOSiR w Białymstoku

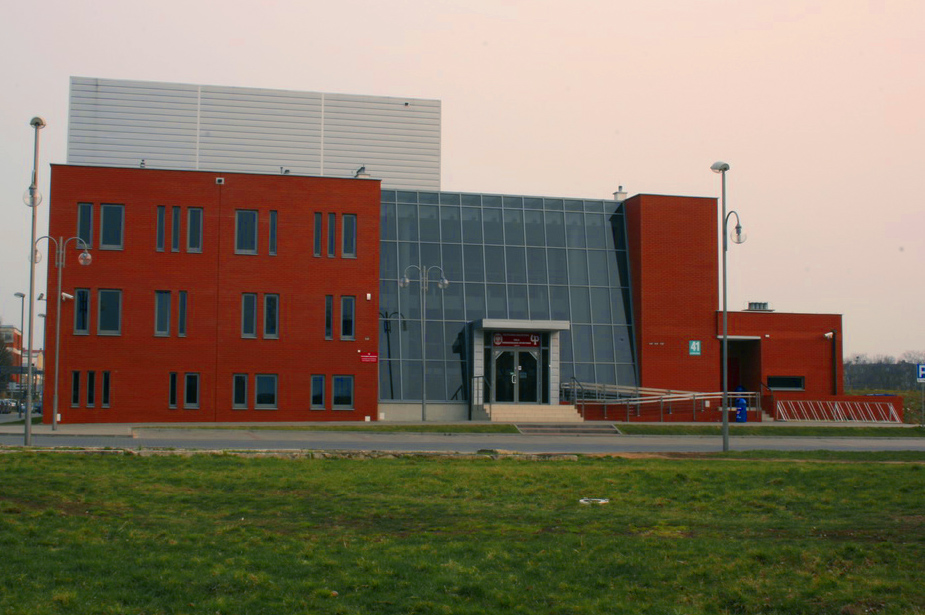
Hala widowiskowo-sportowa Politechniki Białostockiej

- Stadion BOSiR „Zwierzyniec” – lekkoatletyczny – ul. 11 Listopada 28
- Stadion Miejski w Białymstoku – piłkarski – ul. Słoneczna 1
- Stadion Miejski w Białymstoku – boisko boczne futbol Amerykański – ul. Słoneczna 1
- Ośrodek treningowy Jagiellonii Białystok przy ul.Elewatorskiej 4
- Boiska piłkarskie MOSP – ul. Świętokrzyska
- Hala widowiskowo-sportowa Politechniki Białostockiej – ul. Wiejska 45A
- Hala sportowa Uniwersytetu Medycznego – ul. Wołodyjowskiego 1
- Hala sportowa Uniwersytetu w Białymstoku ul. Świerkowa 20A

Baseny
- BOSiR Pływalnia sportowa – ul. Włókiennicza 4 (kryta)
- BOSiR Pływalnia kameralna – ul. Mazowiecka 39C (kryta)
- BOSiR Pływalnia rodzinna – ul. Stroma 1A (kryta)
- Pływalnia Domu Pomocy Społecznej – ul. Baranowicka 203 (kryta)
- Basen Międzyszkolnego Ośrodka Sportowego „Mleczak” – ul. Zwycięstwa 28 (kryty)
- Basen „Tropicana” (kompleks rekreacyjny) – Hotel Gołębiewski, ul. Pałacowa 7 (kryty)
- Basen „Maniac Gym” – ul. Warszawska 79A (kryty)

Korty tenisowe
- Korty tenisowe BOSiR „Centrum Tenisowe Zwierzyniec” – ul. 11 Listopada 28
- Korty tenisowe „Richi” – ul. Antoniuk Fabryczny 4
- Korty tenisowe Politechniki Białostockiej – ul. Wiejska 45
- Korty Towarzystwa Tenisowego „Stanley” – ul. Niedźwiedzia 56A

Inne
- Ośrodek Sportów Wodnych „Dojlidy” – ul. Plażowa 1
- Aeroklub białostocki – ul. Ciołkowskiego 2
- Centrum Zabaw dla Dzieci FIKOLAND & RE-kreacja – ul. Handlowa 1A
- Centrum Sportu i Rekreacji „Maniac Gym” – ul. Warszawska 79A
- Skatepark w Parku im. Jadwigi Dziekońskiej
- Skatepark Węglowa – ul. Węglowa 8
- Lodowisko (w okresie letnim rolkowisko) BOSiR – ul. 11 Listopada 28
- strzelnica sportowa – ul. Produkcyjna 113
- Strzelnica sportowa „UKS Kaliber” – ul. Grunwaldzka 18
- Strzelnica sportowa Zespół Szkół Metalowo-Drzewnych – ul. Stołeczna 21
- Strzelnica sportowa Zespół Szkół Mechanicznych – ul. Broniewskiego 14
- Strzelnica sportowa V Liceum Ogólnokształcące – ul. Miodowa 5

## Wojsko
Stacjonuje tu 18 Pułk Rozpoznawczy (ul. Kawaleryjska), 25 Wojskowy Oddział Gospodarczy oraz dowództwo 1 Podlaskiej Brygady Obrony Terytorialnej i wchodzący w jej skład 11 batalion lekkiej piechoty.

## Administracja

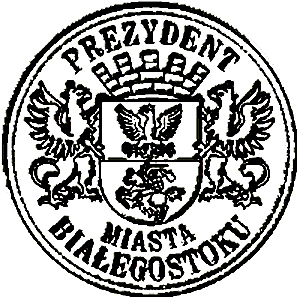
Oficjalna pieczęć prezydenta miasta

Logo miasta Białystok

Białystok ma status miasta na prawach powiatu. Siedziba władz miasta znajduje się przy ul. Słonimskiej. Białystok należy do kilku organizacji miejskich: Unia Metropolii Polskich, Euroregion Niemen, Fundacja Zielone Płuca Polski (siedziba), Eurocities.

### Prezydent miasta
Organem wykonawczym władz jest prezydent miasta. Prezydent miasta Białegostoku jest wybierany przez mieszkańców w wyborach bezpośrednich. Stanowisko od 2006 roku obejmuje Tadeusz Truskolaski.

### Rada Miasta
Mieszkańcy wybierają do Rady Miasta Białystok 28 radnych.
| Ugrupowanie                       | Kadencja 2002–2006 | Kadencja 2006–2010 | Kadencja 2010–2014 | Kadencja 2014–2018 | Kadencja 2018 – 2023 | Kadencja 2024–2029 |
| --------------------------------- | ------------------ | ------------------ | ------------------ | ------------------ | -------------------- | ------------------ |
| Liga Polskich Rodzin              | 8                  | –                  | –                  | –                  | –                    | –                  |
| Sojusz Lewicy Demokratycznej      | 10 (SLD-UP)        | 4 (LiD)            | 4                  | 1                  | –                    | –                  |
| Białostockie Porozumienie Prawicy | 5                  | –                  | –                  | –                  | –                    | –                  |
| Prawo i Sprawiedliwość            | 5                  | 12                 | 8                  | 15                 | 12                   | 12                 |
| Platforma Obywatelska             | –                  | 12                 | 16                 | 6                  | 16                   | 14 (KO)            |
| KWW Tadeusza Truskolaskiego       | –                  | –                  | –                  | 6                  | –                    | –                  |
| Trzecia Droga                     | –                  | –                  | –                  | –                  | –                    | 2                  |

W 2007 roku władze miasta powołały do życia Młodzieżową Radę Miasta, która jest organem samorządowym młodzieży zamieszkałej na terenie Białegostoku i uczącej się w szkołach gimnazjalnych i ponadgimnazjalnych w mieście. Młodzieżowa Rada jest apolitycznym organem konsultacyjnym dla organów samorządu miejskiego.

### Podział administracyjny
Białystok podzielony jest na 29 osiedli.

## Miasta partnerskie
| Miasto                       | Rok podpisania umowy |
| ---------------------------- | -------------------- |
| Reggio Calabria, Włochy      | 2018                 |
| Eindhoven, Holandia          | 1992                 |
| Kowno, Litwa                 | 1994                 |
| Milwaukee, Stany Zjednoczone | 1995                 |
| Dijon, Francja               | 1996                 |
| Yehud, Izrael                | 2010                 |
| Jełgawa, Łotwa               | 2014                 |
| Mazara del Vallo, Włochy     | 2014                 |
| Lusaka, Zambia               | 2014                 |
| Bornova, Turcja              | 2015                 |
| Chongzuo, Chiny              | 2018                 |
| Sliema, Malta                | 2018                 |
| Dobricz, Bułgaria            | 2018                 |
| Bahyr Dar, Etiopia           | 2021                 |

Białystok współpracuje również z innymi miastami w ramach obszaru Partnerstwa Wschodniego
- Łuck,  Ukraina
- Gori,  Gruzja
- Bielce,  Mołdawia
- Giumri,  Armenia
- Sumqayit,  Azerbejdżan

Po rosyjskiej agresji na Ukrainę w 2022 roku miasto wypowiedziało współpracę rosyjskim Królewcowi, Tomskowi, Pskowowi i Irkuckowi oraz białoruskiemu Grodnu.

## Honorowi obywatele Białegostoku

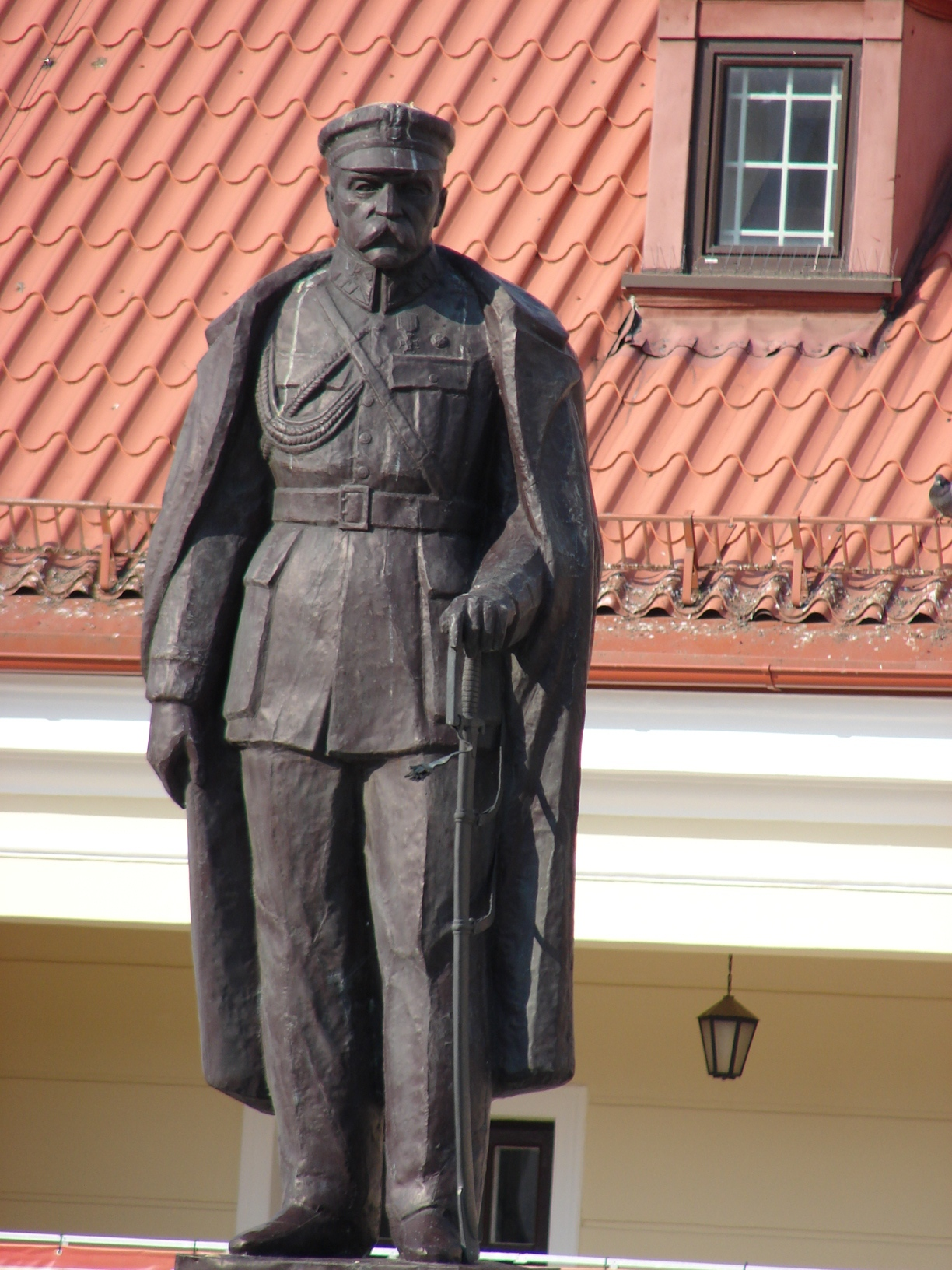
Pomnik marszałka Józefa Piłsudskiego

Tytuł Honorowego Obywatela Miasta Białegostoku został przyznany 16 razy:
- Józef Piłsudski – 1921
- Marian Zyndram-Kościałkowski – 1934
- Alfons Karny – 1975
- Lech Wałęsa – 1990
- Ryszard Kaczorowski – 1990
- Jan Paweł II (Karol Wojtyła)– 1996
- Stanisław Szymecki – 1998
- Jerzy Maksymiuk – 2000
- Zdzisław Peszkowski – 2005
- Wojciech Ziemba – 2006[191]
- Calherine Stankiewicz von Ernst i Zygmunt Stankiewicz – 2006[192][193]
- Ludwik Krzysztof Zamenhof-Zaleski – 2007[191]
- ks. abp Edward Ozorowski – 2014[194]
- abp Jakub Kostiuczuk – 2019[195]
- Paweł Adamowicz – 2019, pośmiertnie[196]
- Marian Czesław Szamatowicz – 2024[197]

### Uchylone
- Henryk Gulbinowicz – nadany w 2000, uchylony w 2020[198][199]
- Sławoj Leszek Głódź – nadany w 1995, uchylony w 2021[200]